# Lycée militaire de Saint-Cyr
Vous lisez un « bon article » labellisé en 2011.
Pour les articles homonymes, voir Saint-Cyr.
Le lycée militaire de Saint-Cyr (appelé familièrement Khôldo) est l'un des six lycées de la Défense (anciens lycées militaires) du ministère des Armées français, situé à Saint-Cyr-l'École (Yvelines).
Les bâtiments du lycée ont un passé historique particulièrement riche : en effet, l’ont précédé la Maison royale de Saint-Louis (1686-1793), l'hopital du Val Libre (1793-1796), le Prytanée militaire (1801-1808) et l'École spéciale militaire (1808-1940). Les devises du lycée sont « Plutôt mourir » et « La véritable école du commandement est donc la culture générale ».
Le lycée scolarise des élèves dont les parents sont militaires et fonctionnaires ainsi que des adolescents boursiers. Ce n'est que pour les classes préparatoires aux grandes écoles qu'il effectue sa mission de formation des jeunes élèves-officiers. Ces derniers sont préparés aux concours pour les grandes écoles militaires de la même manière que leurs camarades du civil ; la formation sportive obligatoire à raison de quatre heures par semaine, la présence d'un encadrement militaire et le port d'un treillis font partie des différences avec les autres classes préparatoires.

## Historique du lycée

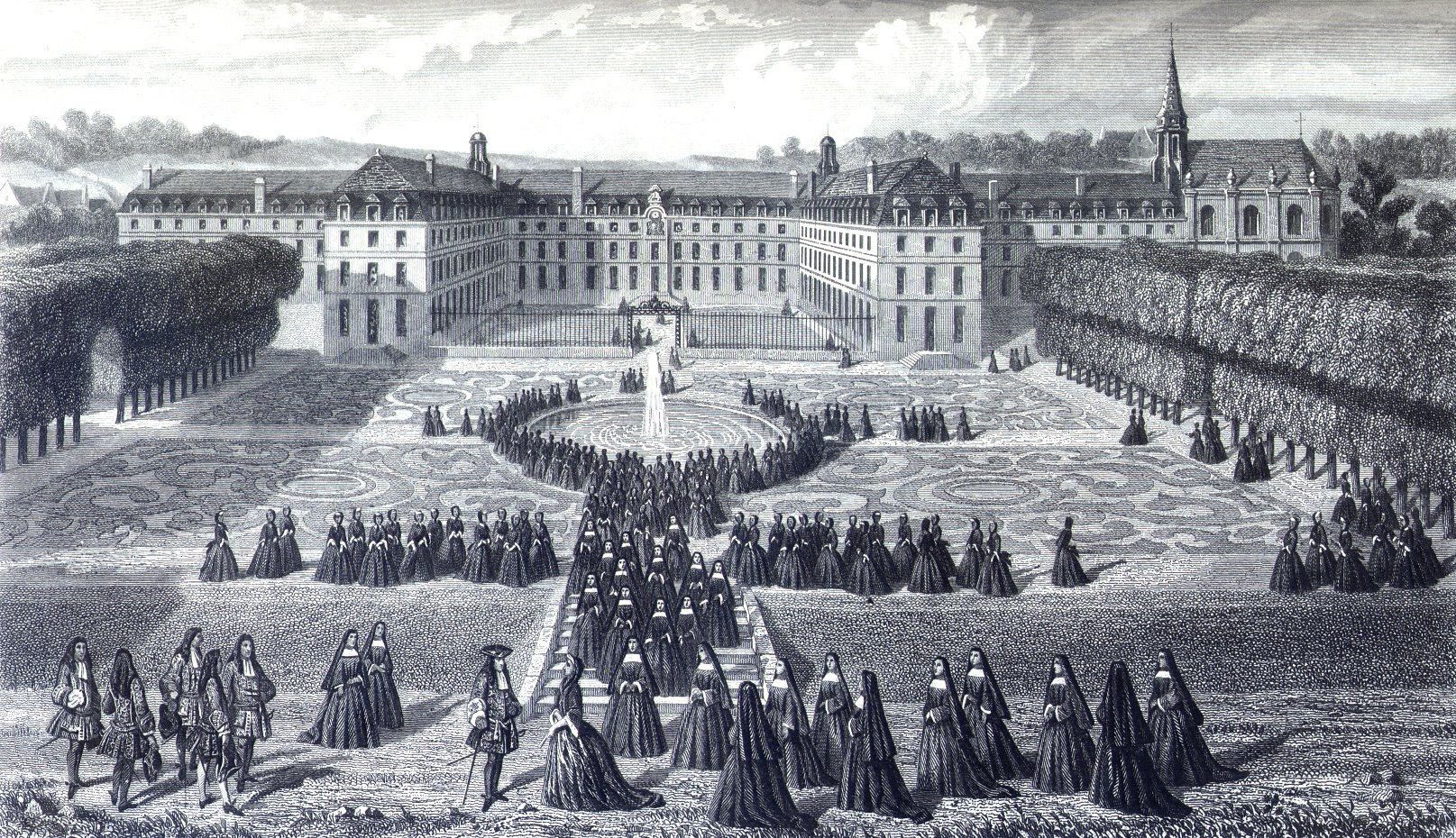
Le domaine de Saint-Cyr et les élèves de la Maison Royale de Saint-Louis, gravure, vers 1690, auteur inconnu.

Le site du lycée militaire de Saint-Cyr a accueilli successivement les établissements suivants :
- la Maison royale de Saint-Louis (1686-1793) ;
- l'hôpital militaire du Val-Libre (1793-1796) ;
- le collège militaire de Saint-Cyr (1800-1805) ;
- le Prytanée militaire de Saint-Cyr (1805-1808) ;
- l'École spéciale militaire (1808-1940) ;
- le collège devenu lycée militaire (depuis 1966) ;
- le lycée militaire Charles-de-Gaulle (depuis septembre 2020, dénomination annoncée lors d'un discours de la ministre des Armées Florence Parly)[5].

### La Maison royale de Saint-Louis (1686-1793)

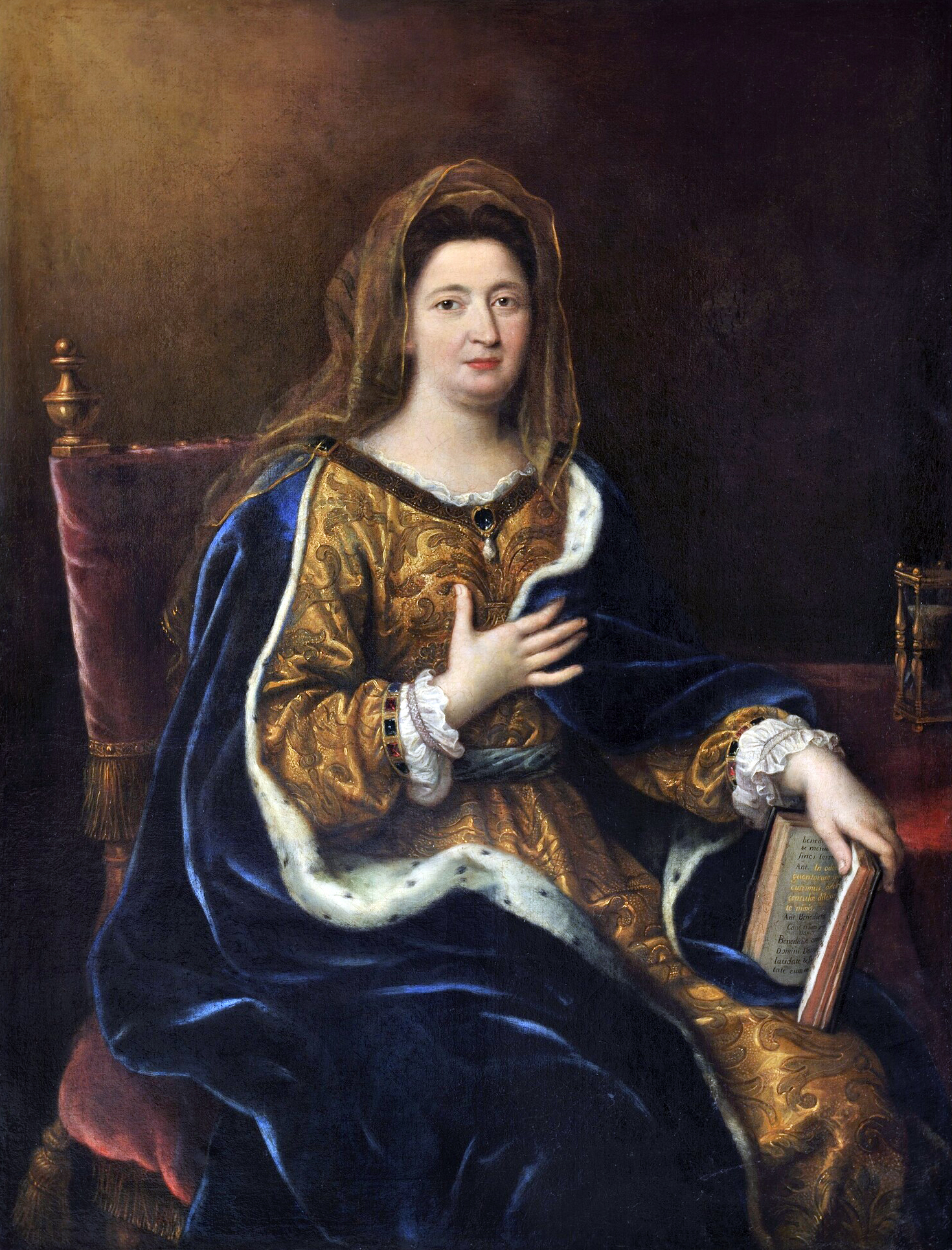
Portrait de la marquise de Maintenon.

La fin du règne du roi Louis XIV est marquée par des guerres longues et coûteuses en vies humaines. En outre, une partie de la noblesse doit vendre ses biens et se retrouve par conséquent ruinée. Le roi décide dès lors de créer trois établissements pour accueillir les enfants de nobles qui ne peuvent donner à leurs descendants une éducation digne de leur rang : les compagnies de cadets pour former au métier d'officier les fils de familles nobles pauvres, et la Maison royale de Saint-Louis pour accueillir les jeunes filles de familles nobles dans le besoin, avec priorité à celles dont les pères étaient morts au combat.

#### Décision et construction

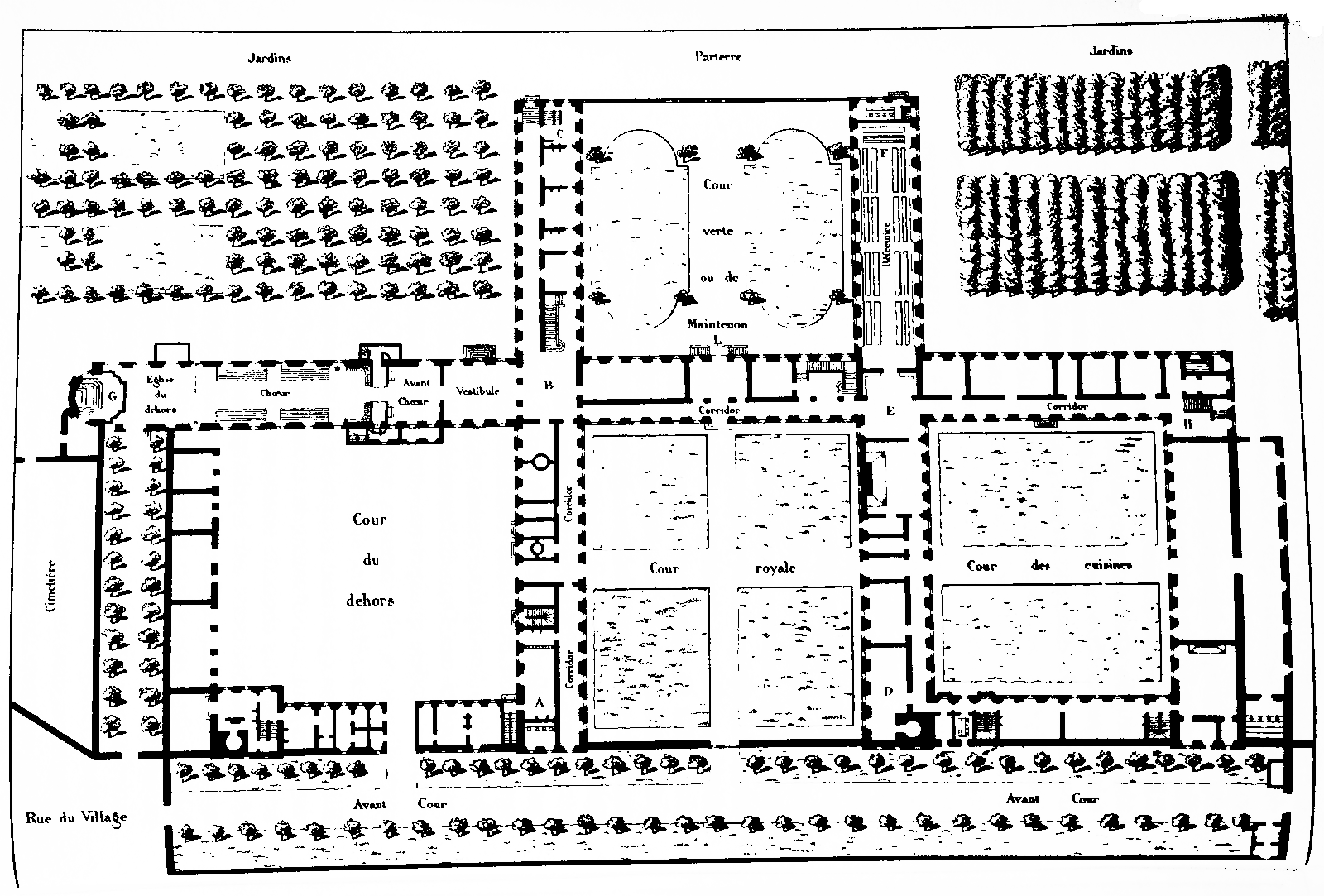
Plan de la Maison royale.

En 1684, le roi décide donc en grand conseil, sur les instances de sa maîtresse Madame de Maintenon, la fondation « d'une maison et communauté où un nombre considérable de jeunes filles, issues de familles nobles et particulièrement des pères morts dans le service […] soient entretenues gratuitement […] et reçoivent toutes les instructions qui peuvent convenir à leur naissance et à leur sexe ». Il n'est pas question d'en faire des religieuses, mais des futures mères de famille pour la reconstitution de la noblesse française. François Michel Le Tellier de Louvois et Jules Hardouin-Mansart sont chargés de réaliser ce projet. La marquise s'y intéresse dès 1681, prenant exemple sur son amie Madame de Brinon : celle-ci avait créé à Rueil une maison d'éducation pour jeunes filles. Madame de Maintenon installe tout d'abord son pensionnat au château de Noisy. Le bâtiment est néanmoins trop petit pour y éduquer un grand nombre de demoiselles et connaît en outre des problèmes d'approvisionnement en eau ; un domaine est donc acheté aux environs de Versailles, dans le village de Saint-Cyr (val de Gally) en 1685, les architectes notant que « l'établissement serait ainsi placé à l'ombre du trône ». La maîtresse royale regrette néanmoins ce choix en raison de la grande humidité des lieux : « J'aurais voulu donner à mes filles une complexion forte et une santé vigoureuse, et le mauvais choix de Mansart m'est un obstacle insurmontable. Je ne puis voir la méchante mine de ces pauvres enfants sans maudire cet homme ». Les travaux commencent le 1er mai 1685 ; trois mille ouvriers militaires (dont neuf cents maçons et quatre cents tailleurs de pierre) sont réquisitionnés pour ce chantier d'un an, qui voit ériger douze corps de bâtiments sur trois niveaux entourant cinq cours (de 210 mètres sur 120 mètres) et qui nécessite de détruire le petit château qui s'y trouve. L'édifice, qui comprend notamment une chapelle, boulangerie, des écuries et un escalier d'honneur en fer forgé, est alors l'un des plus modernes de l'époque, comme en témoigne la présence d'une infirmerie, d'une apothicairerie et de quinze latrines. La chapelle est séparée en deux parties : l'« église du dehors », où s'installent les domestiques et les villageois, et la nef, pour les demoiselles et l'encadrement de la Maison royale.

#### Présentation de l'institution

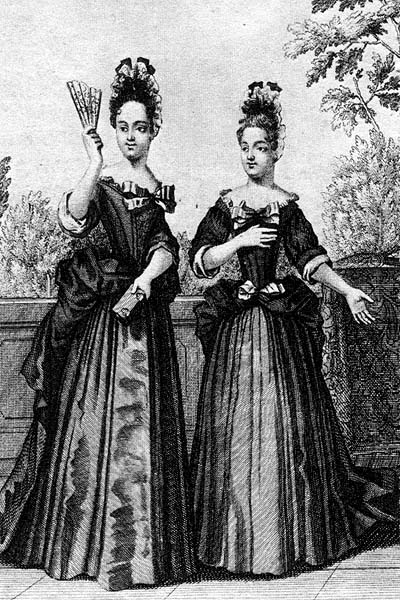
Gravure représentant deux « demoiselles de Saint-Cyr ».

L'installation de la Maison royale d'éducation de Saint-Louis à Saint-Cyr a lieu du 26 août au 2 septembre 1686. Madame de Maintenon déclare alors : « Puisse cet établissement durer autant que la France et la France autant que le monde ». Pour célébrer la fondation de l'institution, Louis XIV fait frapper une médaille en or le représentant en bienfaiteur de la Maison royale,. Cette maison, unique en Europe, n'est pas confiée à des religieuses mais à trente-six dames laïques. La marquise est désignée comme « fondatrice et directrice perpétuelle » et Madame de Brinon est nommée supérieure de l'institution : les supérieures sont par la suite élues par les trente-six dames, selon un rituel codifié (âge minimum de trente ans, quatre ans d'ancienneté dans l'institution et vote à bulletin secret) ; quinze supérieures se succéderont jusqu'à la fermeture de la Maison royale. L'organe de direction est composé de la supérieure, d'une sous-supérieure qu'elle nomme, d'une dépositaire (intendante) et de la maîtresse des novices (qui s'occupe de la formation des futures dames). Vingt-quatre converses s'occupent du service et de l'entretien. La Maison est dotée d'une dimension religieuse en étant placée sous l'invocation de Saint Louis, ceci constituant en même temps un hommage au roi.
Elle accueille deux cent cinquante demoiselles nobles et pauvres qui sont « élevées, nourries et entretenues gratuitement jusqu'à leurs vingt ans » ; les familles de ces jeunes filles doivent prouver cent quarante ans de noblesse afin d'y entrer. Elles y entrent âgées de neuf à douze ans et en sortent à vingt ans maximum. Doté de cent cinquante mille livres de rentes, l'établissement est organisé de façon simple : quatre « maisons » sont créées, avec chacune un dortoir, une salle d'étude, un réfectoire et une couleur de ruban pour chaque classe d'âge : rouge jusqu'à dix ans, vert de onze à quatorze, jaune de quinze à dix-sept et bleu de dix-huit à vingt ans. Les cours donnés à la Maison royale sont ludiques et varient en fonction de l'âge des pensionnaires : littérature française, histoire, géographie, musique et même arithmétique et sciences naturelles pour les plus âgées.
Le 20 janvier 1689, le Roi est convié pour la représentation d'une pièce de théâtre que Jean Racine a spécialement créé pour les demoiselles, à la demande de la marquise : Esther. En 1691, Racine crée aussi la pièce Athalie. Son ami Nicolas Boileau aide à faire répéter les demoiselles. Des membres de la Cour, à l'instar de Madame de Sévigné, assistent à certaines représentations.

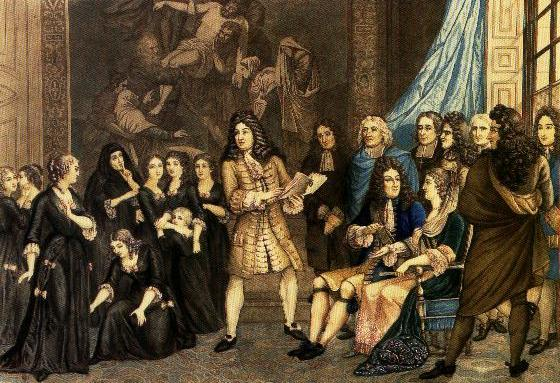
Racine faisant répéter Esther.

Une rupture se produit lorsque la marquise décide de donner une nouvelle impulsion religieuse à la Maison. En effet, elle constate que la venue de courtisans depuis Versailles conduit ses élèves à se montrer « fières, dédaigneuses, hautaines, présomptueuses, peu dociles ». En parallèle, des intérêts financiers justifient aussi cette décision, Louis XIV voulant en effet unir la très aisée mense abbatiale de Saint-Denis à la Maison royale de Saint-Louis. Le pape Innocent XII accepte à contrecœur cette modification et l'institution devient, en 1692, un monastère régulier. L'encadrement n'est alors plus assuré par des dames mais par des religieuses, ce qui conduit le Roi à durcir les conditions d'entrée. En 1694 est créé un « Conseil extérieur », où siègent un conseiller d'État, un avocat et un intendant, chargés de veiller aux biens temporels de la Maison royale, devenus entre-temps importants.

#### La Maison royale après Madame de Maintenon
Les séjours à Saint-Cyr de Madame de Maintenon se font au fil du temps de plus en plus fréquents. En 1715, à la mort du Roi, elle se retire définitivement à Saint-Cyr. Seules quelques visites comme celles du Régent, de la princesse Palatine ou du tsar Pierre le Grand changent son quotidien. Elle y meurt en 1719 et est enterrée dans la chapelle. Ses cendres sont exhumées en 1793, pendant la Révolution française et traînées dans les rues de la ville. Un domestique les enterre dans le parc et ce n'est que dans les années 1810 qu'elles sont exhumées et placées dans un coffre de l'économat, jusqu'à ce qu'en 1895 elles soient replacées dans leur caveau d'origine, dans la chapelle. Après la Seconde Guerre mondiale, lors de laquelle la chapelle est détruite, elles sont envoyées à Versailles, puis définitivement réinstallées dans la chapelle, lors d'une cérémonie, le 15 avril 1969.
Après le décès de la fondatrice, le roi ne délaisse pas l'institution, et veille même à sa bonne marche, mais ne s'y intéresse que de loin. Il fait construire le « pavillon des archives », dont les plans ont été dressés quarante ans plus tôt par Jean Cailleteau (mais qui, faute d'argent, n'avaient pas été mis en œuvre) et réadaptés par Gabriel. Le centenaire de la Maison d'éducation, en 1786 est somptueusement fêté, mais il ne doit plus sa survivance qu'à la sœur du roi, Madame Élisabeth. En effet, Louis XVI ne va jamais sur les lieux et n'observe les feux d'artifice de l'anniversaire que depuis les terrasses du château de Versailles, alors que l'école n'est située qu'à quelques kilomètres.

### L'hôpital militaire du Val Libre (1793-1796)

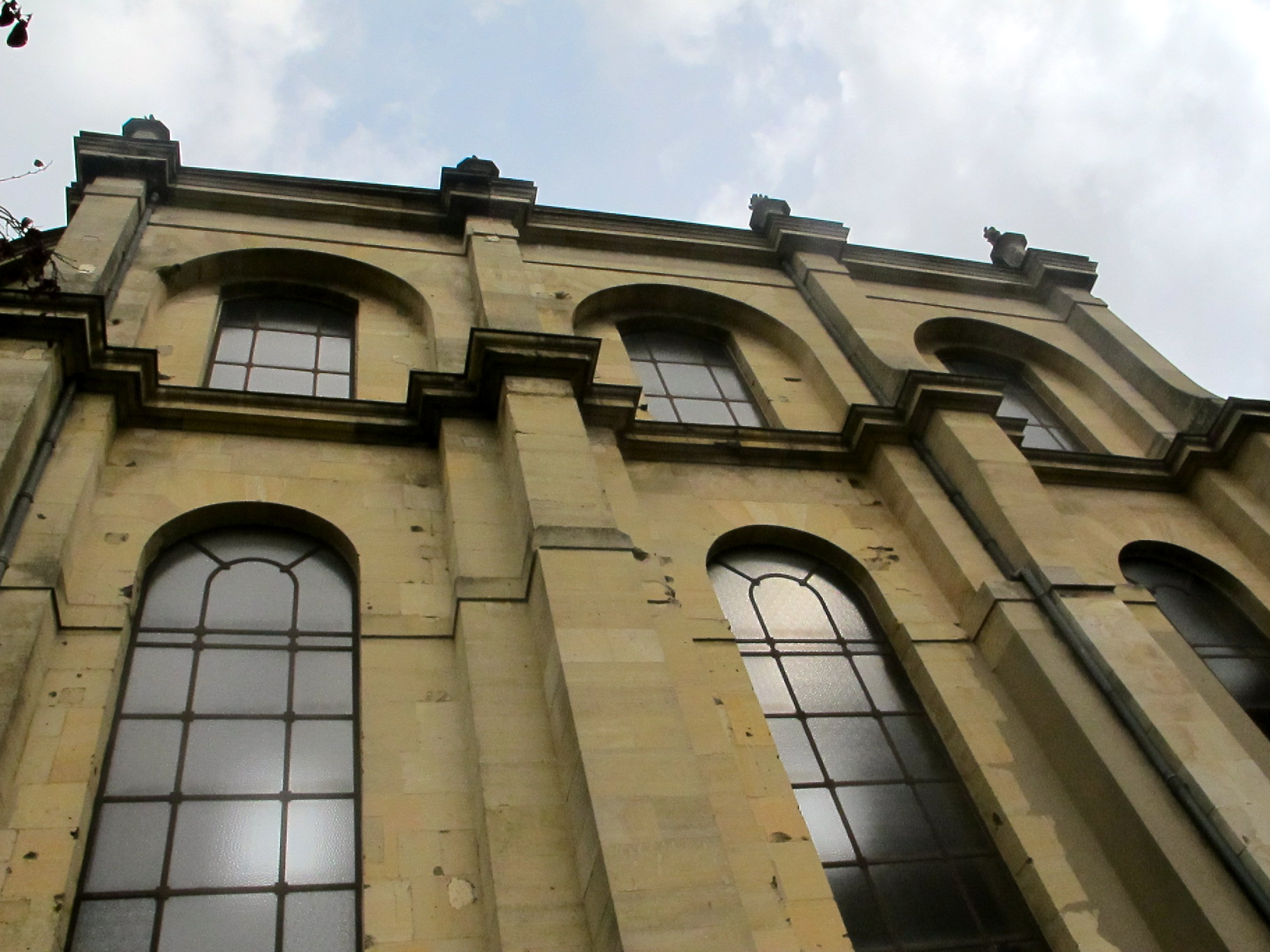
La chapelle.

La Révolution française sonne le glas de la Maison royale. Louis XVI tente de sauver l'institution en publiant un décret, le 26 mai 1790, où il propose que toutes les filles d'officiers, sans distinction de naissance puissent l'intégrer. Finalement, un inventaire est réalisé et la majorité des biens fonciers et matériels sont vendus au plus offrant, respectivement pour 8 millions de livres et 185 619 livres. Comme tous les établissements religieux, le 16 août 1792, la Maison royale de Saint-Louis, qui a éduqué plus de trois mille demoiselles au cours de son histoire, est supprimée par décret de l'Assemblée législative.
Le 1er octobre, elle est évacuée et transformée en hôpital militaire appelé, comme la commune, Val Libre. Les bâtiments accueillent neuf cents lits et vingt salles d'hôpital. La chapelle subit une reconversion totale, désormais séparée en deux étages : dans l'un elle accueille des malades, dans l'autre des blessés. En 1798, sous le Directoire, l'hôpital devient une succursale de l'hôtel des Invalides de Paris ; il ne redevient un lieu de culte qu'en 1808,.
La tradition d'éducation pour les jeunes filles est reprise ensuite et perpétuée jusqu’à nos jours par la Maison d'éducation de la Légion d'honneur (fondée en 1805 et située à Saint-Germain-en-Laye pour la partie collège et Saint-Denis pour la partie lycée).

### Le Collège militaire de Saint-Cyr (1800-1805) et le Prytanée militaire de Saint-Cyr (1805-1808)
En 1800, le Premier Consul Bonaparte, ancien officier d'artillerie qui connaissait l'établissement pour être venu chercher sa sœur Élisa à la Maison royale, en 1792, peu avant la dissolution de l'institution, redonne à Saint-Cyr sa vocation scolaire, mais masculinisée, en y établissant une division du Prytanée français, école gratuite pour les fils de militaires. Il s'agit d'y instruire et d'y élever gratuitement les fils de ceux qui sont morts au champ d'honneur. Le centre principal, à Fontainebleau, est officiellement fondé le 28 janvier 1802. L'hôpital est alors évacué et le « collège militaire de Saint-Cyr » est inauguré par le frère du Premier consul, Lucien Bonaparte, qui rend hommage à Madame de Maintenon lors de son discours inaugural. Cette nouvelle école compte six cents élèves se destinant à une carrière soit civile, soit militaire.
Il y a une moitié d'élèves boursiers, les frais des autres incombant aux familles. Le trousseau est à la charge des parents mais les fournitures scolaires sont payées par l'établissement. Les cours dispensés sont : l'écriture, le français, le latin, le grec, l'histoire, la géographie, les mathématiques, la physique, les sciences naturelles, le dessin et les arts militaires. Un bulletin est envoyé chaque année aux familles et un conseil de classe fait le point chaque mois des résultats de l'élève. Les meilleurs élèves se voient octroyer une place au tableau d'honneur et des cours particuliers avec un maître de musique, de danse, d'escrime ou d'équitation.
| Nom                    | Date d'entrée en fonction | Date de cessation de fonctions |
| ---------------------- | ------------------------- | ------------------------------ |
| François Sallior       | 1800                      | 1801                           |
| Jacques Bellun de Balu | 1801                      | 1801                           |
| Pierre Crouzet         | 1801                      | 1805                           |

En 1803, Napoléon Bonaparte renforce le caractère militaire de l'école en lui ajoutant la préparation à l'École spéciale impériale militaire de Fontainebleau. Le prytanée de Saint-Cyr est alors seul à pouvoir s'appeler « Prytanée français », les autres collèges ou divisions ayant été supprimés. En 1805, il devient le « Prytanée militaire français ». Les élèves y préparent désormais uniquement une carrière militaire.

### L'École spéciale militaire (1808-1940)

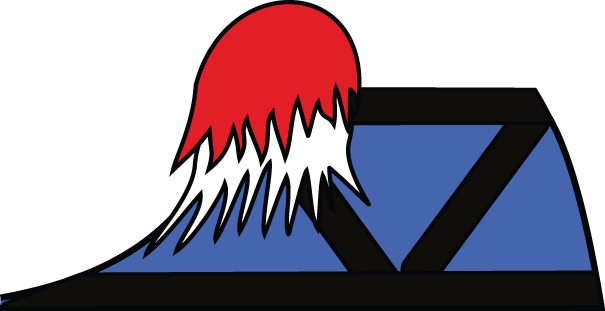
Représentation du shako saint-cyrien, avec la plume de casoar.

#### Pendant le Premier Empire
Napoléon Ier voulant faire restaurer pour son usage personnel le château de Fontainebleau, l'École spéciale impériale est transférée à Saint-Cyr, et le Prytanée militaire qui s'y trouvait est déplacé le 1er juin 1808 à La Flèche. Le 7 juin 1808, cinq cents élèves du bataillon arrivent dans le nouvel établissement, au cadre sévère. Un aspirant de l'époque témoigne ainsi : « J'avais déjà vu des hôpitaux, j'avais déjà vu des prisons ; mais hélas ! je n'avais pas vu Saint-Cyr. Une haute et longue muraille, noircie par le temps, arrêtait tout d'abord les regards. C'était l'enceinte extérieure de l'ancien couvent. Quelques peupliers montraient au-dessus leurs têtes mouvantes, et laissaient apercevoir une longue suite de fenêtres grillées, donnant le jour aux étages les plus élevés d'un vaste et sombre bâtiment ». Les élèves y restent trois années avant d'être nommés sous-lieutenants de cavalerie ou d'infanterie. Le 3 juillet 1808, le dernier détachement du Prytanée militaire français quitte Saint-Cyr, dont les bâtiments sont remis le lendemain au général Bellavène, commandant de la nouvelle École.
Le nombre d'élèves fréquentant l'École est considérable, mais il n'y en a jamais plus de mille en même temps, car Napoléon Ier a de plus en plus besoin d'officiers. Parmi les élèves les plus âgés est constituée en juin 1812 une promotion de trois cents officiers, qui ne restent que peu de temps puis intègrent la Grande Armée à Spandau.
En 1808, Napoléon Ier fait construire un manège. En tout, il aura visité une dizaine de fois les lieux, que ce soit en tant que Premier consul ou empereur, seul ou avec les impératrices Joséphine et Marie-Louise.

#### Pendant les première et seconde Restaurations
Lors de la Restauration, le nouveau roi Louis XVIII est décidé à dissoudre Saint-Cyr, symbole de l'ère napoléonienne. Il veut rétablir l'École militaire de Paris. Il revient néanmoins sur son choix et adjoint à Saint-Cyr l'École de cavalerie de Saint-Germain-en-Laye. Les élèves de cette dernière faisant partie de la noblesse de l'Ancien Régime, le but est donc de modifier l'esprit de Saint-Cyr, afin de la rendre plus royaliste que bonapartiste. Et cela réussit, en témoigne ce que les élèves déclarent à propos de Napoléon Ier pendant les Cent jours : « l'ennemi public », celui qui a conduit la « patrie sur le bord du précipice [et] vient encore y porter le fer et la flamme ». Mais Napoléon Ier réussit son arrivée à Paris et il rétablit l'école impériale.
La chute définitive de l'Empire entraîne la fermeture de l'École le 16 juillet 1815 et sa dissolution le 6 septembre par ordonnance royale. Le gouvernement de la seconde Restauration adjoint ensuite à l'École militaire préparatoire de La Flèche un second établissement qui s'installe à Saint-Cyr, alors que le maréchal de Gouvion Saint-Cyr prépare une loi sur le recrutement.

##### La «Petite École»
L'École préparatoire de Saint-Cyr ou « Petite École », ouvre le 17 mars 1816 et forme cinq cent soixante trois élèves, qui fourniront à l'armée quinze généraux de division et dix-huit généraux de brigade, venant tous de la plus haute noblesse. Cette école préparatoire n'existe pourtant que deux années, devenant l'École royale spéciale militaire (ESM) grâce à deux ordonnances royales de 1817 et 1818. Le gouvernement de la première Restauration avait choisi Paris, mais le roi Louis XVIII opte finalement pour Saint-Cyr.

##### La «Grande École»
L'ESM, en souvenir, prend le surnom de « Grande École ». Mais il y a peu de candidats pour les postes d'officiers d'état-major, de cavalerie et d'infanterie et les élèves se recrutent essentiellement parmi les familles nobles ou de la grande bourgeoisie. L'École prend alors une tendance royaliste encore plus marquée et n'hésite pas à prouver son soutien au monarque : ainsi, en juillet 1830, des élèves gardent le château de Saint-Cloud et le pont de Sèvres, alors que le roi Charles X affronte une révolution ; dans la nuit du 30 au 31, ils l'escortent dans son exil.
Désireux de se donner une image plus moderne, et de toute façon peu apprécié des élèves en raison de son ascendance orléaniste, Louis-Philippe Ier songe un temps à dissoudre l'École, qu'il considère comme un vivier de futurs opposants. Elle est finalement maintenue mais la monarchie de Juillet prive les Saint-Cyriens des meilleurs postes d'officiers pour les donner à des bonapartistes déchus après la chute de l'Empire. Dans les années 1830, Honoré de Balzac se rend régulièrement chez le couple Carraud, qui vit à l'École, où M. Carraud est directeur d'études. L'écrivain prend d'ailleurs comme modèle le commandant Viénot, un professeur de maniement d'armes, pour créer le personnage Génestas dans Le Médecin de campagne.
À l'époque, la journée type d'un Saint-Cyrien se compose de cours théoriques le matin (littérature, histoire, physique, dessin, etc.) et d'exercices l'après-midi (maniement d'armes, sorties, équitation…).

#### Pendant la Deuxième République
Le ressentiment des élèves à l'égard du roi les conduit à soutenir la révolution de février 1848, qui proclame la Deuxième République. Certains vont même jusqu'à Paris pour défendre le gouvernement provisoire. Le général Cavaignac les tempère rapidement et déclare : « Calmez votre jeune courage. Vous le réserverez pour d'autres ennemis ». En réalité, ils attendent la restauration d'un roi légitimiste.

#### Pendant le Second Empire
Napoléon III devient empereur en 1852 et s'intéresse beaucoup à Saint-Cyr. Il y fait construire un quartier de cavalerie, deux amphithéâtres, un château d'eau pour desservir les étages supérieurs, et y fait poser l'éclairage au gaz. Il restaure l'aigle impérial comme emblème à l'École. Les expéditions étrangères menées par le régime permettent aux élèves de parcourir le monde, comme le montrent les noms choisis pour baptiser leurs promotions : Kabylie (1850-1852), Crimée (1854-1856), Solférino (1858-1860) ou encore Mexique (1861-1863). Le neveu de Napoléon Ier visite trois fois l'École : en 1850 (en tant que président de la République), en 1852 et en 1860.
La tenue des Saint-Cyriens prend sa forme définitive en 1852, d'après des esquisses de 1845. Mais c'est à l'occasion de la visite de la reine Victoria en France qu'est adopté le plumet porté sur le shako : il est élaboré d'après le casoar, symbole de l'Australie, alors colonie britannique. Napoléon III veut en effet flatter la reine lors de la revue militaire du 24 août 1855 à laquelle elle doit assister, et choisit les couleurs rouge et blanc de l'oiseau, qui sont aussi celles de la famille royale britannique.
En 1861, le ministre de la Guerre, le maréchal Randon, autorise chaque promotion à compter un contingent d'élèves étrangers. Issus de familles influentes, certains deviendront célèbres, comme le futur roi Pierre Ier de Serbie.
La défaite française lors de la guerre contre l'Allemagne en 1870 conduit à la chute du Second Empire. L'École est occupée pendant le siège de Paris par les Prussiens.

#### Pendant la Troisième République

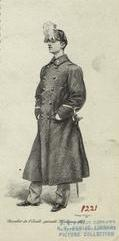
Lithographie d'un élève officier de Saint-Cyr, section cavalerie par Édouard Detaille, publié en 1885 dans L'Armée française.

C'est sous la IIIe République que l'École connaît son apogée, continuant à former des officiers d'élite dans l'infanterie, la cavalerie et l'état-major, mais aussi des officiers coloniaux ; elle poursuit enfin l'accueil d'élèves étrangers, attirés par le prestige de l'institution.
La devise « Ils s'instruisent pour vaincre » est remplacée par « Ils s'instruisent pour la défense de la Patrie ». Un drapeau provisoire est donné à l'École, sur lequel est inscrit « Premier bataillon de France » ; il est remplacé en 1880 par une copie de ceux utilisés par la grande majorité des troupes, avec leur devise commune « Honneur et patrie ».
La promotion 1871 est baptisée « promotion de la Revanche », dans un contexte revanchiste où les dissensions politiques ne doivent plus imprégner le cadre scolaire. La direction de l'École tire les leçons de la défaite de la dernière guerre et le général Hanrion s'emploie donc à réformer les cours, afin qu'ils soient aussi théoriques que pratiques : suivant cette logique, un champ de tir est créé, bientôt baptisé le « Marchfeld ». Cette nouvelle approche de l'instruction militaire contribue fortement à l'attraction que l'École opère auprès des élèves étrangers, surnommés les « crocos ». En outre, les élèves effectuent des stages de terrain, généralement dans les colonies, comme Madagascar et Annam.
Le 24 juillet 1912, le président de la République Armand Fallières inaugure le musée du Souvenir, qui présente des anciens uniformes, documents, médailles et objets ayant trait à l'histoire de l'École ; il s'agit essentiellement de dons d'anciens élèves ou de leur famille. En vertu de la loi de séparation des Églises et de l'État de 1905, il est installé dans la chapelle (ce n'est qu'après les travaux de reconstruction de la Seconde Guerre mondiale que l'édifice sera rendu au culte). Cette loi ne conduit pas au départ des sœurs de Saint Vincent de Paul, qui tiennent l'infirmerie aux côtés de médecins militaires jusqu'à la Seconde Guerre mondiale. À partir de 1906, un cours d'éducation morale est dispensé aux élèves. En 1922, une escadrille est créée ; elle disparaît en 1935, année de l'inauguration de l'école de l'Air de Salon-de-Provence. Les Saint-Cyriens peuvent cependant toujours recevoir une instruction dans le domaine de l'aviation sur l'aérodrome voisin.
Bien que les pratiques éducatives aient beaucoup changé depuis la fondation de l'École (la dernière grande réforme a lieu en 1929), la structure scolaire reste peu ou prou la même : les Saint-Cyriens suivent une formation de deux ans, chaque année correspondant à un bataillon d'élèves, lui-même divisé en compagnies puis en sections. L'encadrement est assuré par des officiers gradés ou par d'anciens élèves.

##### La Première Guerre mondiale
En août 1914, beaucoup de Saint-Cyriens sont affectés dans des unités combattantes. Le 30 juillet a lieu le « baptême » de la promotion sortante, dite de la « Croix du Drapeau ». Un jeune officier, Jean Allard-Méeus, récite alors ces vers :

« Vous nous avez volé l'Alsace et la Lorraine

Vous n'arracherez pas ce sentiment humain

Germé de notre cœur, et qu'on nomme la haine ;

Gardez votre pays, nous y serons... demain ! »

Après quelques chants et un défilé, la troupe se disperse mais certains élèves, dont Alain de Fayolle, tous regroupés autour du soldat-poète, ont l'idée de prêter le serment de monter pour la première fois à l'assaut en casoar et en gants blancs. Trois jours après, ils reçoivent leur ordre de mobilisation et tiennent leur « serment de 14 ». Pas un ne reviendra vivant, à l'instar de Jean Allard-Méeus, sous-lieutenant au 162e régiment d'infanterie, mort à la bataille de Pierrepont en tenue de saint-cyrien. Il est cité au Panthéon de Paris, comme écrivain mort au champ d'honneur.[réf. nécessaire]
La promotion « Montmirail » laisse 209 morts, « La Croix du Drapeau », 290 et « La Grande Revanche » 453. À la fin du conflit, en 1919, l'École retrouve son ancienne devise du Second Empire. Des travaux de modernisation ont lieu : un château d'eau plus grand est construit, ainsi qu'une usine électrique et des annexes.

##### L'entre-deux-guerres
Par rapport à la période qui avait suivi la défaite de 1870, l'entre-deux-guerres se caractérise à Saint-Cyr par une crise de recrutement. Seuls 386 candidats se présentent en 1920, contre 3000 en 1895 (pour 5 à 600 places). La Grande Guerre et ses leçons ont ouvert les yeux de la jeune génération, qui ne souhaite plus autant qu'avant embrasser une carrière militaire et préfère profiter de sa vie tout en prétendant à un meilleur salaire que dans l'armée. Finalement, c'est la crise de 1929 qui conduit à une revalorisation de Saint-Cyr : dans ces temps difficiles, les élèves sont ainsi sûrs de trouver un emploi et l'armée leur assure des avantages matériels.

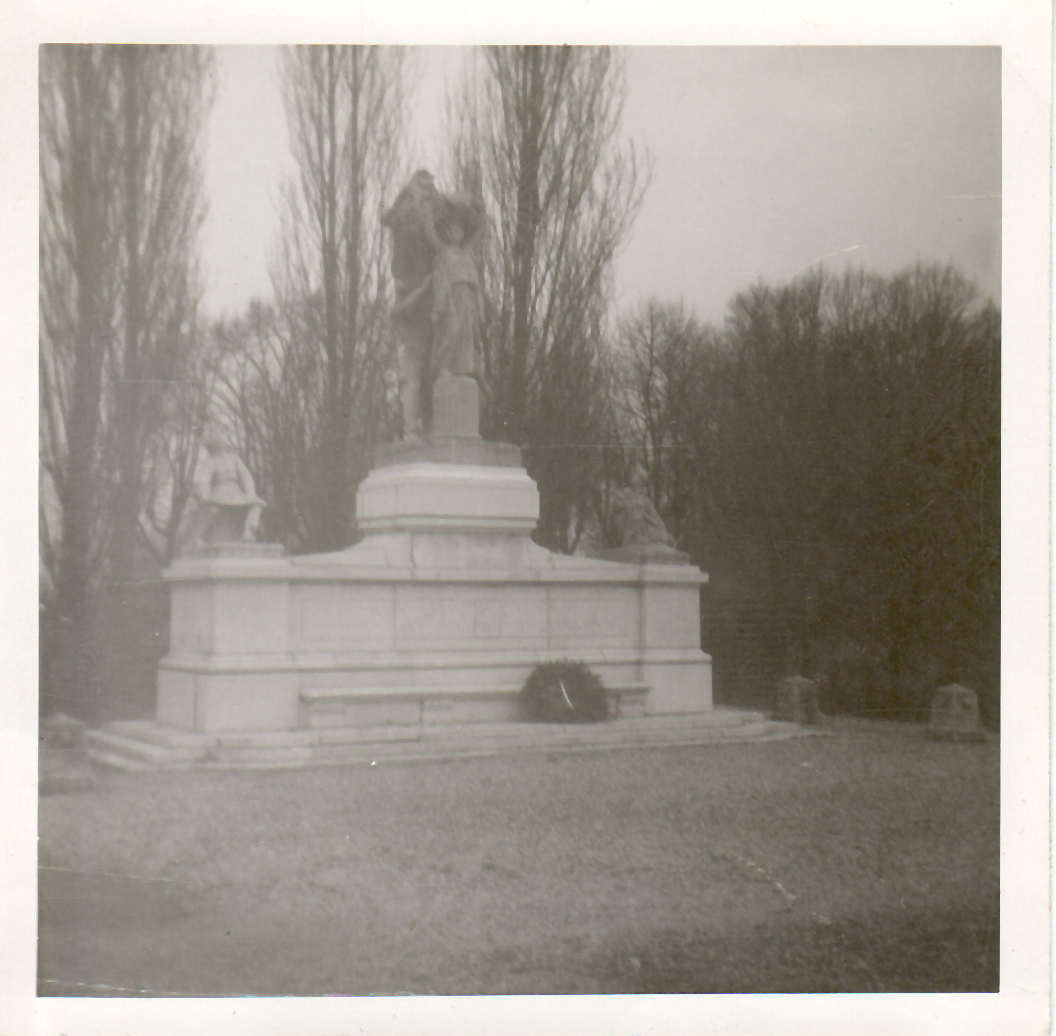
Photographie du monument aux morts de la Grande Guerre, restauré après la Seconde Guerre mondiale.

Le 20 mai 1922, le président de la République Alexandre Millerand vient à Saint-Cyr accompagné du ministre de la Guerre André Maginot et des maréchaux Franchet d'Espèrey, Foch et Pétain pour inaugurer dans la cour Wagram un monument aux morts réalisé par Jean Boucher, ; endommagé pendant la Seconde Guerre mondiale, il sera restauré après la Libération. Le président ajoute la Croix de guerre à la cravate du drapeau de l'École, où se trouvait déjà depuis 1914 la Légion d'honneur. À cette occasion, André Maginot déclare : « Par la valeur et l'héroïsme des officiers qu'elle a formés, [l'École], a consacré, au cours de la Grande Guerre, sa longue tradition de sacrifices à la Patrie et a justifié d'éclatante façon sa devise glorieuse : "Ils s'instruisent pour vaincre" ».
Le prestige international de Saint-Cyr va croissant : l'École accueille un nombre important d'élèves-officiers étrangers, européens (tchécoslovaques, polonais, finlandais, lituaniens ou roumains) voire asiatiques (chinois ou siamois). Elle diversifie aussi ses formations : un groupement d'élèves-officiers de réserve est établi en 1920. Une piscine couverte est construite en 1930,.
La France déclare la guerre à l'Allemagne le 5 septembre 1939. Les élèves de seconde année (la 124e promotion, appelée Marne et Verdun) sont alors intégrés aux armées françaises et ceux de première sont envoyés dans des dépôts. Alors que la France est envahie, les élèves qui devaient commencer leur scolarité à Saint-Cyr gagnent le site délocalisé de l'école, à Aix-en-Provence, le 20 mars 1940,.

##### Postérité de l'École spéciale militaire
Au fil de son histoire sur le site de Saint-Cyr, l'École spéciale militaire aura formé 40 000 officiers, dont 8000 sont morts pour la France. Trente sept généraux se sont succédé à la tête de l'établissement (dont un seul porta le titre de maréchal, Achille Baraguey d'Hilliers). Le 8 mai 2002, la contre-allée située entre l'avenue Jean-Jaurès et le lycée prend le nom d'« avenue de l'École spéciale militaire de Saint-Cyr ». Le lycée y occupe le no 240, qui ne correspond pas à une numérotation cohérente mais répond à une tradition de l'établissement, où ce chiffre revêt un intérêt symbolique particulier,. Un buste du général de Gaulle, ancien élève et ancien professeur, est inauguré le même jour devant l'entrée de l'établissement, alors qu'on célèbre les cérémonies du bicentenaire de l'École spéciale militaire.

### Saint-Cyr pendant et après la Seconde Guerre mondiale

#### Les bombardements

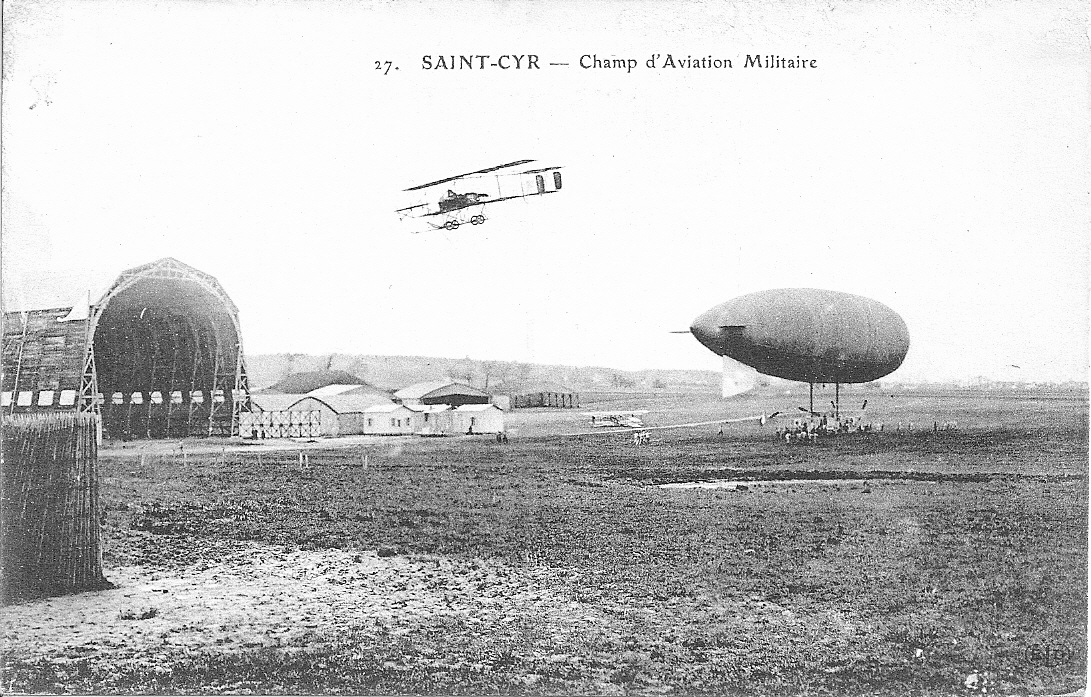
Aérodrome de Saint-Cyr, situé non loin de l'École.

À partir de juin 1940, une garnison de la Wehrmacht puis un dépôt occupent l'École. Elle était vide : les élèves ont d'abord rejoint un camp militaire improvisé, installé provisoirement à Aix-en-Provence, puis, en 1942, à Cherchell (Algérie française), alors que l'Allemagne venait d'envahir la zone libre. Ce Saint-Cyr délocalisé formera quatre promotions. De son côté, le chef de la France libre, Charles de Gaulle, fonde en Angleterre en mars 1942 l'École militaire des cadets de la France libre, qui entraînera cinq promotions. Des attaques aériennes alliées survenues les 12 et 21 juin, et les 20 et 25 juillet 1944 détruisent les bâtiments de l'ancienne École spéciale militaire de Saint-Cyr ; le dernier bombardement fait le plus de dégâts. Seuls restent les murs désormais creux de l'édifice, la chapelle et le pavillon des Archives. La ville de Saint-Cyr est elle aussi est rasée.
Bien qu'une enquête auprès des habitants rescapés indique qu'il s'agissait d’avions américains, aucune opération de ce type n'est recensée dans les journaux d'opération de la 8e US Army Air Force. Elle est en revanche mentionnée dans des journaux britanniques de la Bomber Command, qui notent que 94 appareils (Lancaster et Mosquitos, escortés par une centaine de Spitfire) larguèrent environ cinq cents tonnes de bombes sur l'objectif Z 756 (« Saint-Cyr près de Versailles », selon la liste des numéros opérationnels établie par le ministère de l'Air britannique en novembre 1943). Cette opération devait initialement viser l'Allemagne mais avait été détournée à la dernière minute sur Saint-Cyr, en raison du stock d'armes que renfermait l'école, des gradés qui y logeaient, de la présence d'une base aérienne à proximité et d'une station de radioguidage établie dans les locaux de l'Institut aérotechnique, au Nord-Ouest de la ville. Mais surtout, Saint-Cyr-l'École était un point névralgique tant au niveau routier (trafic en provenance de la capitale et à destination de la Bretagne et du Sud du Cotentin) que ferroviaire (bifurcation des lignes Paris-Rennes et Paris-Granville, voies de la Grande ceinture interconnectant les cinq grands réseaux ferroviaires venant de la capitale, embranchements militaire du camp de manutention ferroviaire et du camp de Satory). Il n'est alors pas étonnant que l'état-major d'Eisenhower, embourbé en Normandie, ait fait passer en priorité ce genre d'opérations destinées à neutraliser la logistique allemande.
Une partie des promotions « Croix de Provence », « Veille au drapeau » et « Rome et Strasbourg » se regroupe en décembre 1944 à Cherchell, en Algérie française.

#### Saint-Cyr après la guerre
En 1945, l'École revient en France métropolitaine. Le maréchal de Lattre de Tassigny déclare alors souhaiter recréer « une école unique pour une France unie » et décide de l’installer, non pas à Saint-Cyr, mais en Bretagne, à Coëtquidan, un site militaire fondé par le roi Louis-Philippe. Elle prend le nom d'« École spéciale militaire interarmes ». Le site de Saint-Cyr ne permet en effet plus, à cause des bâtiments détruits et de l'urbanisation croissante de la région parisienne, de former et d'entraîner correctement des élèves-officiers d'une armée maintenant moderne et mécanisée, qui a besoin de grands espaces. Une partie du parc de Saint-Cyr sert alors de jardin public pour les habitants de la commune, qui viennent s'y promener le dimanche mais l'accès aux ruines est proscrit. À cause des risques d'effondrement et de noyade, elles sont entourées de barbelés, de même que l'ancienne piscine. La mémoire militaire du lieu reste toutefois célébrée chaque année : une prise d'armes des élèves du Premier bataillon de France se tient devant le monument aux morts, suivie d'un défilé passant des ruines au quartier de cavalerie, puis au petit bois. Des buissons ont poussé dans les cours et dans les ruines : cette étrange atmosphère inspire le réalisateur Jean Cocteau, qui y tourne en 1950 quelques scènes de son film Orphée.

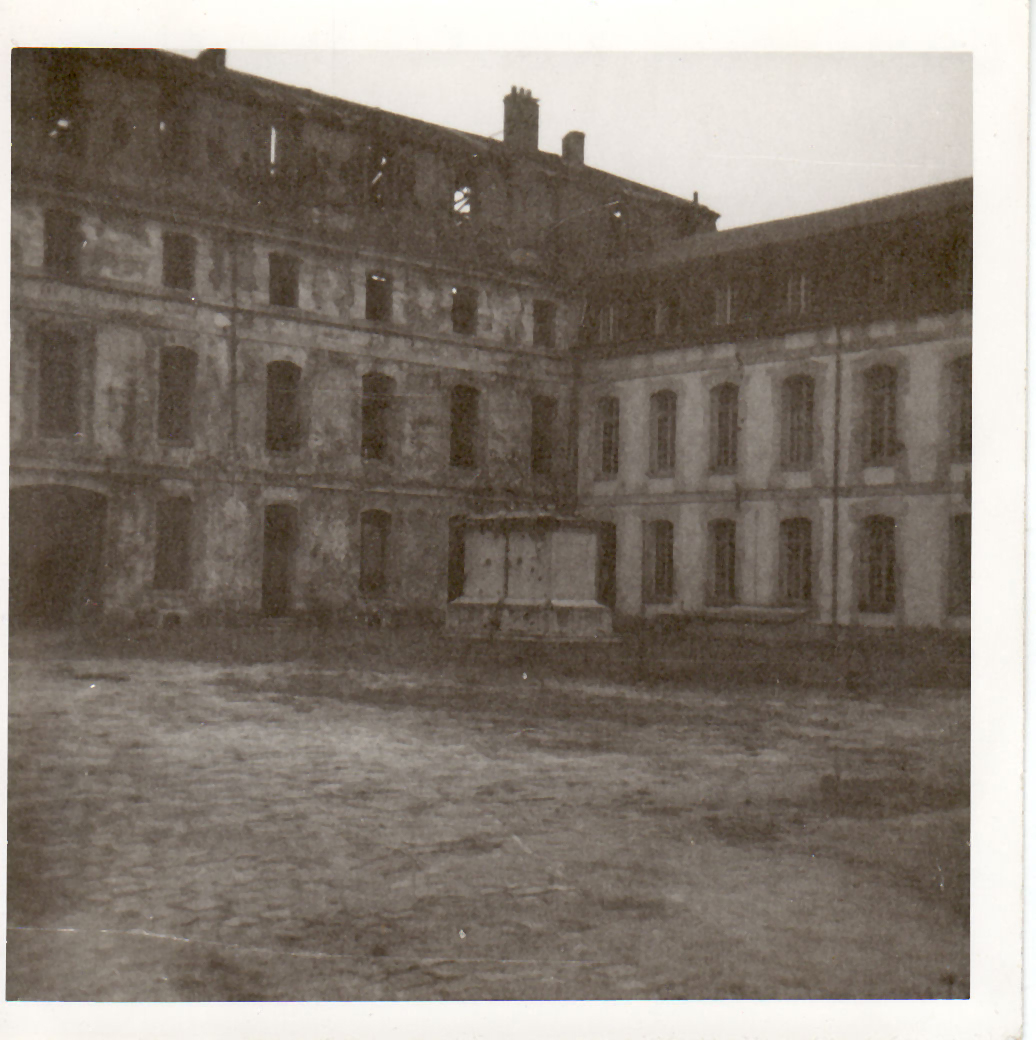
Ruines, en 1961, cour Napoléon.
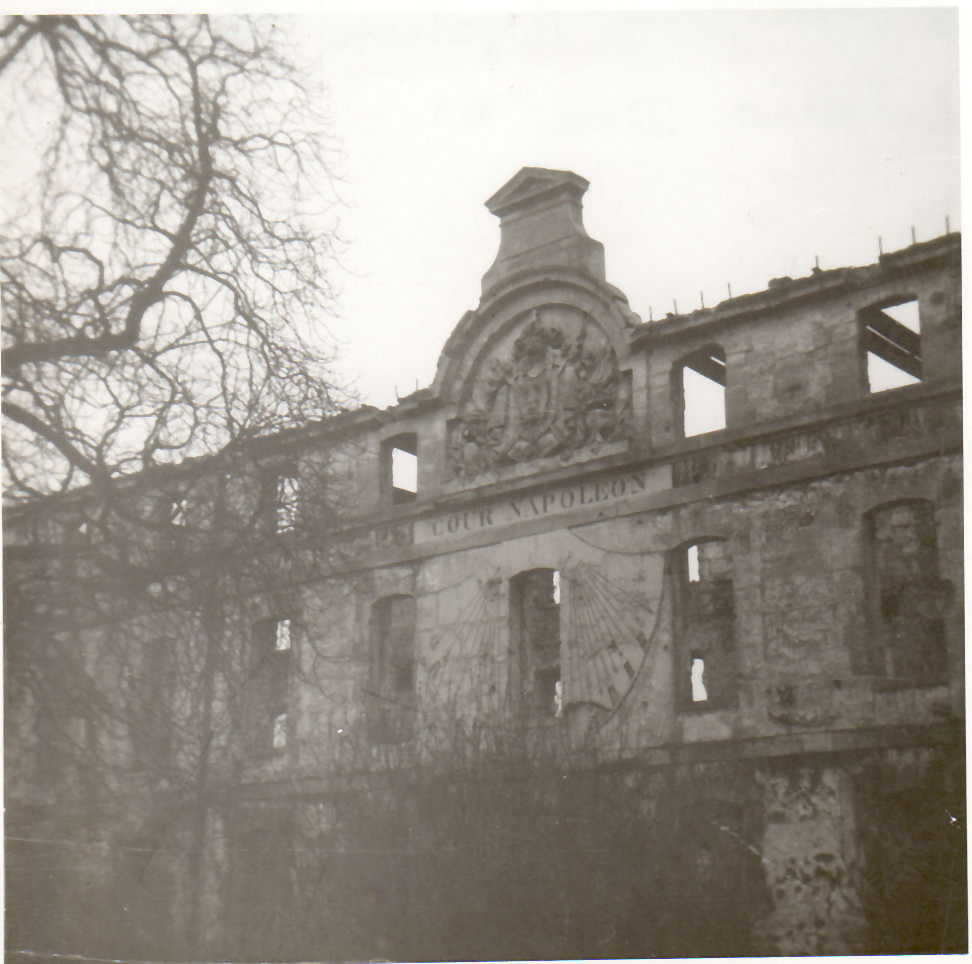
Ruines des façades.
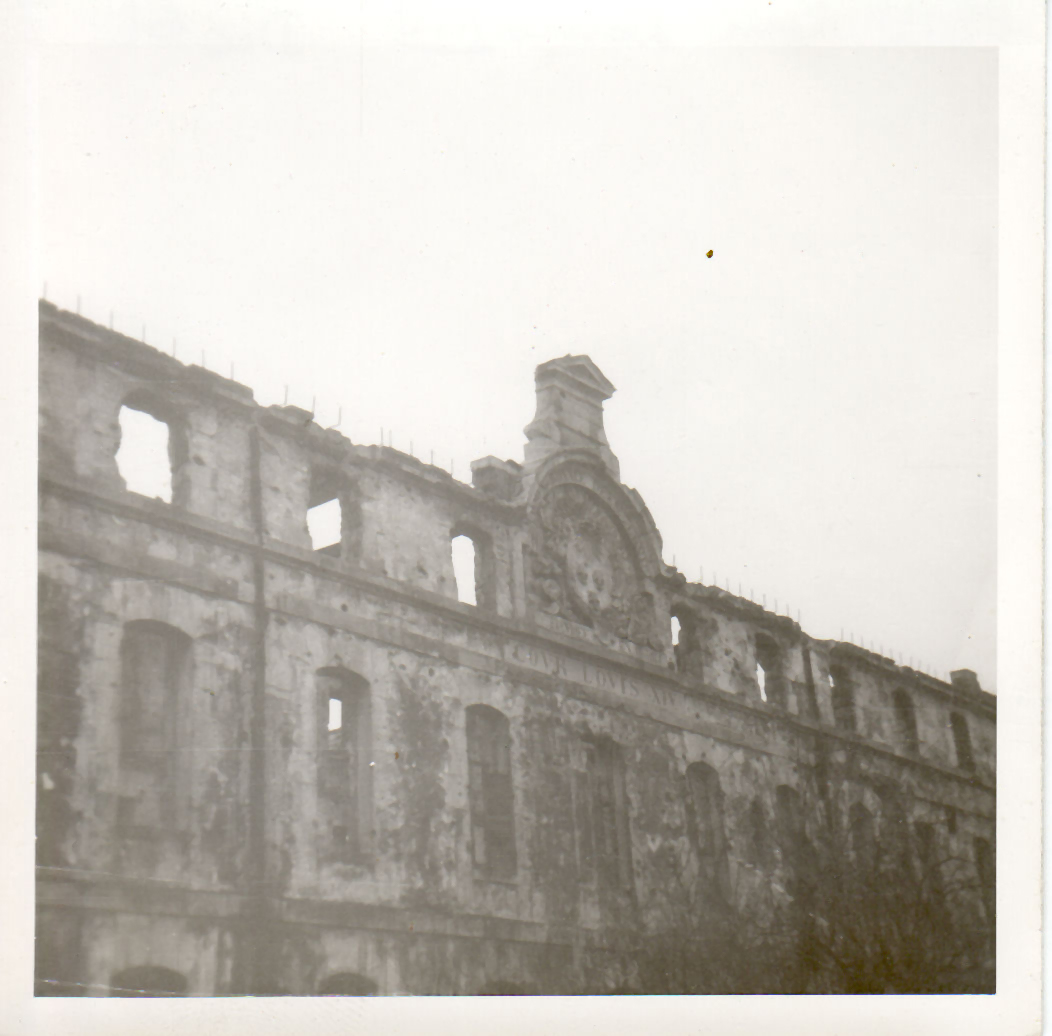
Ruines des façades.
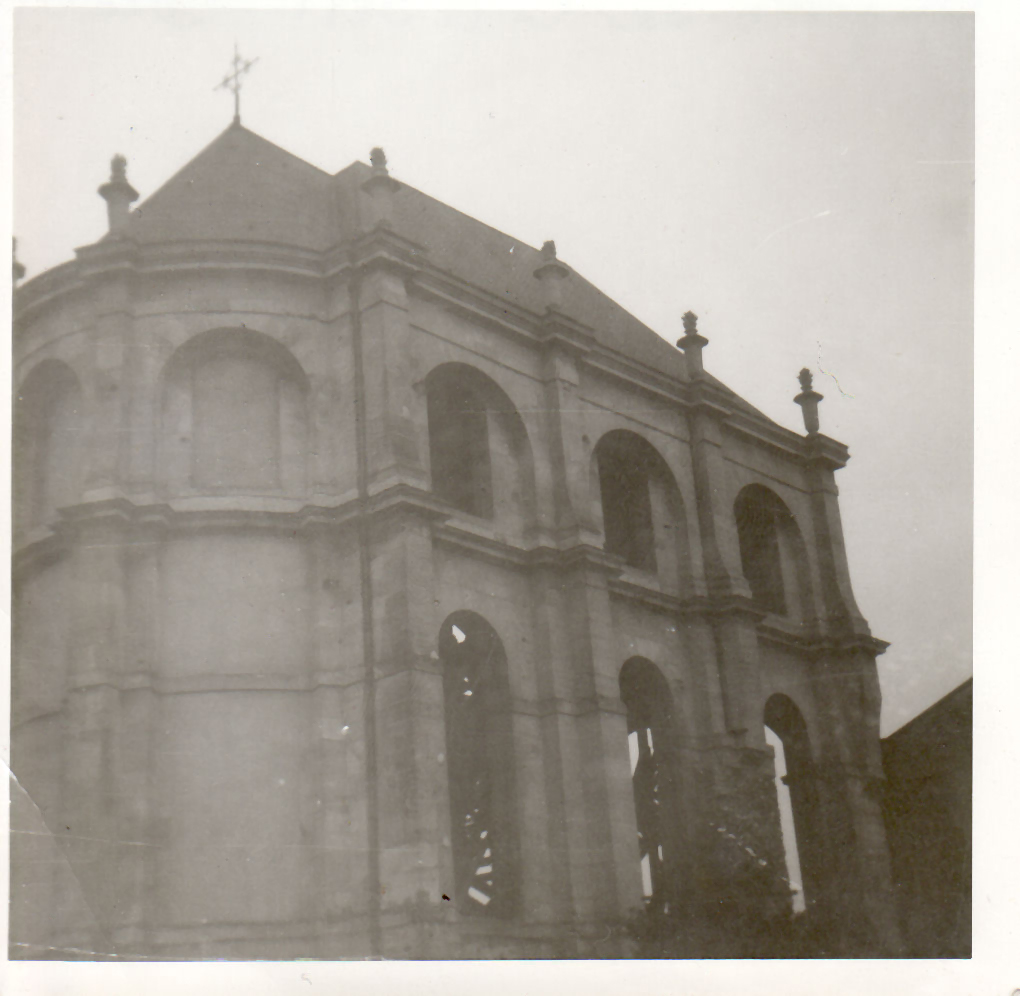
Ruines de la chapelle.

Le devenir du site inquiète les anciens élèves de l'École spéciale militaire. Jérôme et Jean Tharaud publient le 3 mars 1949 une tribune dans Le Figaro, où ils s'insurgent : « Ces murs calcinés, lézardés qui ont abrité tant de jeunesse et tant d'espoirs ne retrouveront-ils pas leur destinée unique au monde ? Ne ressuscitera-t-on pas Saint-Cyr ? Ne rendra-t-on pas sa tradition - ou plutôt, sa vocation à ce lieu en quelque sorte sacré? ». Le général Desmazes, ancien professeur d’histoire de l’École, écrit pour sa part : « Quarante mille jeunes sont entrés dans ces murs dont huit mille sont tombés pour la Patrie. Une École qui a su infiltrer [...] un tel sens du dévouement et du patriotisme ne peut disparaître ! ».

### Le collège et le lycée militaire de Saint-Cyr depuis 1966

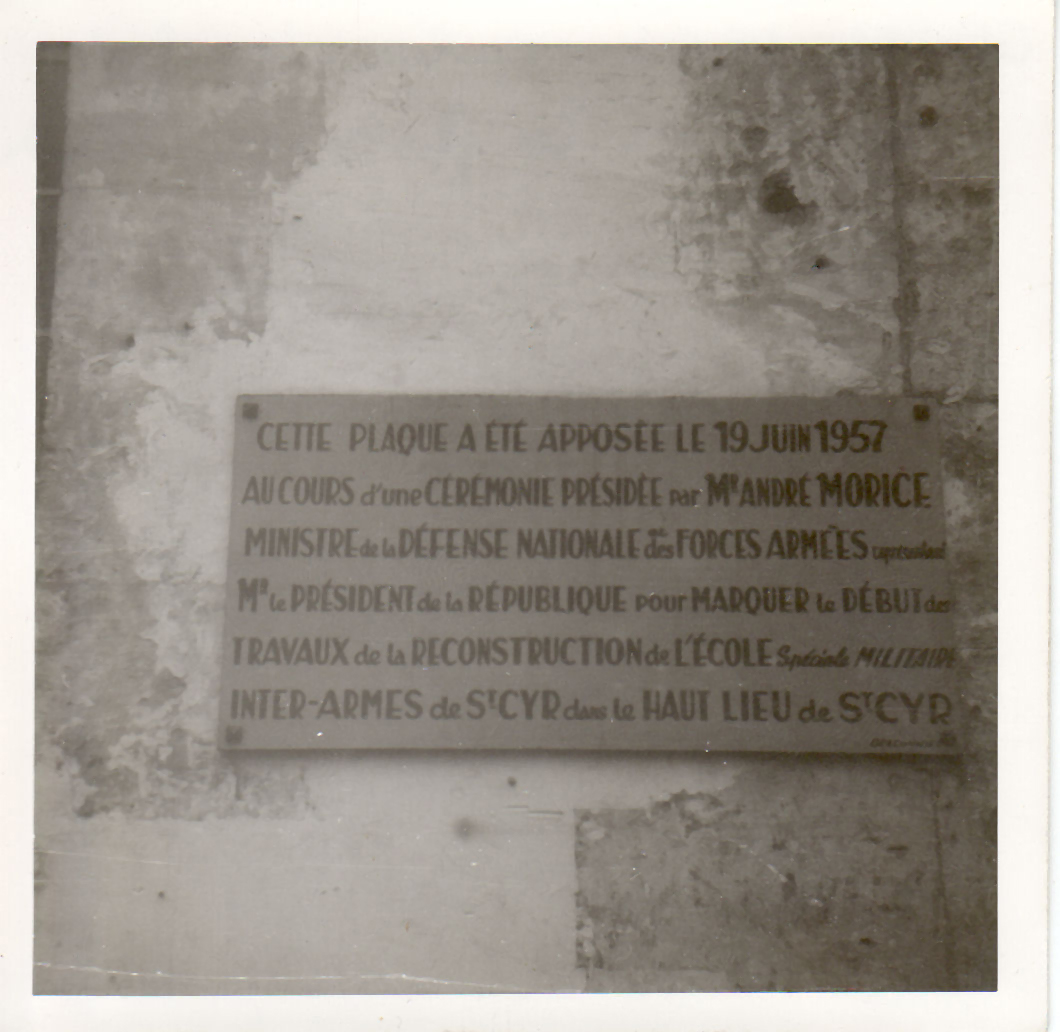
Plaque apposée en 1957 à l'occasion de la reconstruction des murs de l'ancienne École.

### La reconstruction
En 1959, le président de la République Charles de Gaulle, ancien Saint-Cyrien de la promotion « Fez », fait part de son souhait de « la reconstruction dans cet ensemble d'un carré de bâtiments destinés à perpétuer la tradition de Saint-Cyr ». Dès la fin des années 1940, les associations « La Saint-Cyrienne » et « Les Amis de Saint-Cyr » se mobilisent pour la reconstruction de l'École. En septembre 1950, le secrétaire d'État Max Lejeune prend une décision en ce sens et une première pierre est posée en 1957 par le ministre de la Défense nationale André Morice. Mais ces initiatives restent à l'état de projet et n’ont pas de suite immédiate.
Au milieu des années 1960, la reconstruction a finalement lieu mais les autorités choisissent non pas d'y rétablir un site militaire mais d'y installer un établissement secondaire sous direction militaire, destiné à des élèves dont les parents travaillent dans l'armée. La note numéro 9217 du 6 avril 1966 du ministre des Armées Pierre Messmer permet aux travaux de commencer et, le 19 septembre 1966, le collège militaire de Saint-Cyr ouvre ses portes[réf. nécessaire]. Il y a alors 268 élèves, logés dans de nouveaux bâtiments, la réhabilitation de l'ancien édifice n'étant pas achevée. Ils sont encadrés par dix officiers, six professeurs titulaires, une quinzaine de professeurs du contingent et une trentaine de sous-officiers. Le collège est officiellement inauguré le 4 novembre de la même année par Pierre Messmer.
Les exhortations d'anciens élèves, qui souhaitaient que l'ESM quitte la Bretagne pour regagner son site historique, sont donc restées vaines. Cependant, en 1961, l'établissement de Coëtquidan prend officiellement le nom d'« École spéciale militaire de Saint-Cyr », afin de faire perdurer le souvenir de son histoire séculaire à Saint-Cyr.
Lors de la création du collège, le général de Gaulle souhaitait lui donner le nom qu'il portait avant 1808, à savoir « Prytanée militaire de Saint-Cyr ». Il a dû cependant faire machine arrière devant les protestations des élèves du Prytanée militaire de La Flèche, qui souhaitaient conserver seuls cette dénomination. Le 5 janvier 1965, leur chef d'établissement, le général Catroux, envoie par ailleurs une lettre au président, avant d'être reçu par lui en uniforme. C'est alors que le chef d'État se ravise.
En 1967 sont construits les appartements des cadres, une nouvelle piscine et des gymnases ; les espaces verts sont réhabilités.

### Du collège au lycée militaire
L'établissement porte au fil du temps sa capacité d'accueil à 700 élèves, répartis de la 6e à la terminale. Ils suivent le même enseignement que chaque collégien ou lycéen de France, délivré par des professeurs détachés de l'Éducation nationale. Néanmoins, la présence d'un uniforme de travail pour les jours de cours et de sortie pour les jours de cérémonies, constitue une différence importante. En outre, un règlement plus strict est imposé, comme les cheveux courts pour les garçons et attachés pour les filles, lesquelles peuvent intégrer Saint-Cyr depuis 1984. Pour différencier les élèves, chacun porte une bande patronymique, ainsi qu'un passant qui indique son niveau : bleu de roi pour les classes de sixième et cinquième (7e compagnie), orange pour celles de quatrième et troisième (6e compagnie), blanc pour les secondes, vert pour les premières, jaune pour les terminales, rouge pour les élèves de première année de CPGE et azur pour ceux de deuxième année. De nombreux équipements sportifs sont mis à leur disposition. Ils disposent aussi d'un amphithéâtre, de plusieurs laboratoires de physique, de biologie et de langue. Des voyages annuels leur sont parfois proposés, linguistiques (Allemagne, Royaume-Uni, Espagne), scientifiques (géologique, dans le Massif central) et de mémoire (Auschwitz-Birkenau).
En 1967, les élèves de l'École spéciale militaire (Écoles de Saint-Cyr Coëtquidan) viennent défiler sur le site du collège militaire, pour la première fois depuis la reconstruction des lieux. Le général de Gaulle vient se recueillir en 1969 devant le monument aux morts. Il déclare : « Que ces vieux murs reconstruits et rénovés apprennent aux jeunes qui vivent en ces lieux toute la gloire que leurs Anciens avaient acquise sur tous les champs de bataille. Qu'ils se souviennent aussi qu'aucune catégorie de Français n'avait fait autant de sacrifices pour la France et la liberté du monde ». Le 2 décembre 1968, le chef de corps remet officiellement un fanion aux CPGE. En 1972, le collège militaire reçoit un drapeau des mains du chef d'état-major de l'Armée de terre, le général de Boissieu.
Le « pavillon des archives » est restauré début 1976 (cf. l'histoire du bâtiment). C'est là que le capitaine Milhiet (auteur de Saint-Cyr trois siècles d'histoire, 1999) établit un musée « destiné, en premier lieu, aux élèves, pour leur apprendre l'histoire de leur Maison, les faire réfléchir sur tous ces jeunes qui, depuis trois cents ans, les ont précédés, pour qu'ils y trouvent eux aussi, la foi dans leur pays et le goût de servir ». Il est inauguré en 1977 par la Première dame de France Anne-Aymone Giscard d'Estaing, qui compte des « demoiselles » de la Maison royale de Saint-Cyr parmi ses ancêtres : elle offre au musée deux documents autographes de Madame de Maintenon. Le musée fait partie des musées des Yvelines et du circuit organisé par l'association « Paris et son Histoire » ; il peut être visité sur demande.
Toujours en 1976, le colonel Lecouffe, chef de corps du lycée, évoque le palmarès de l'établissement, dû, selon lui au « travail des élèves, à la qualité et au dévouement des officiers, professeurs, sous-officiers et personnels civils, mais aussi au milieu, au cadre extraordinaire dans lequel nous sommes amenés à vivre ». En 1986, à l'occasion du tricentenaire de la fondation des lieux, un colloque se tient au lycée où interviennent les historiens Jean Tulard, Bruno Neveu et Marc Fumaroli.
Les classes de la sixième à la troisième sont supprimées successivement, dans cet ordre, entre 1981 et 1984. En 1983, l'établissement prend le nom de lycée militaire de Saint-Cyr.

#### L'héritage militaire
L'héritage militaire du lycée se perpétue à travers la « Corniche », qui regroupe les élèves de CPGE préparant les concours des grandes écoles militaires. En 1973, au cours de la cérémonie traditionnelle du « 2 S », elle reçoit le nom de Pol Lapeyre, jeune sous-lieutenant sorti de Saint-Cyr en 1923, qui avait choisi les troupes coloniales et qui au mois d'avril 1925 préféra se faire sauter avec le poste de Beni-Derkoul plutôt que de le céder à Abdelkrim al-Khattabi, qui l'assiégeait depuis 61 jours. Chaque année depuis 1973, la citation suivante est lue aux élèves devant un monument dédié : « Lapeyre Pol, sous-lieutenant au 5e régiment de tirailleurs sénégalais, commandant le poste de Beni-Derkoul comprenant quatre Français et trente et un Sénégalais, a tenu en échec pendant soixante et un jours un ennemi ardent et nombreux, a conservé jusqu'au bout un moral superbe, sans une plainte, sans un appel à l'aide. Le 14 juin 1925, submergé par le flot ennemi, a fait sauter son poste plutôt que de se rendre, ensevelissant à la fois sous ses ruines les restes de sa garnison et les assaillants ».
Sur la passerelle du lycée est apposée une citation du général de Gaulle, que le lycée s'est rapidement appropriée comme devise « La véritable école du commandement est donc la culture générale ». Elle est tirée de son ouvrage Vers l'Armée de Métier, publié chez Berger-Levrault en 1934.

### Féminisation du lycée, faits de harcèlement et de misogynie
En 1984, 18 jeunes filles intègrent le lycée militaire, aux côtés des 700 jeunes hommes et, en 2000, vingt-trois jeunes filles sont pour la première fois acceptées dans les CPGE. En 2010, le lycée compte un tiers de filles pour deux tiers de garçons.
Selon le quotidien Libération, qui réalise une enquête à ce sujet en mars 2018, le sexisme est « érigé en système au sein des classes préparatoires militaires par un puissant groupe d’élèves : les "tradis". Entre humiliations et harcèlement moral, tout est fait pour saper les ambitions des étudiantes »,,. À la suite de cet article, la ministre des Armées Florence Parly annonce des sanctions : les élèves visés par les accusations sont exclus et certains cadres sont remplacés,.
En mars 2019, le journal Libération écrit qu'« un an plus tard, et malgré les annonces du ministère, les "tradis" sévissent toujours ». Selon ses journalistes, les inscriptions misogynes ont toujours cours, ainsi que les interjections argotiques et sexistes pour désigner publiquement les étudiantes en couple ou célibataires, et « "l’indifférence courtoise" qui consiste à ne jamais adresser la parole aux filles ». La sanction infligée à un auteur d'inscription misogyne identifié (sept jours d’exclusion avec sursis) est jugée insuffisante par le média. À ces faits s'ajouterait « la chape de plomb posée par les autorités du lycée pour "que rien ne sorte", selon les mots d'un haut gradé ».

### Éducation sexuelle
En 2010, une étude transversale de type « connaissances-attitudes-pratiques » basée sur un autoquestionnaire anonyme rempli par 669 élèves de 13 à 21 ans (17 ans en moyenne, avec un sex-ratio 2,3) a montré la connaissance des infections sexuellement transmissibles (IST) était « médiocre pour 24,8 % des garçons et 15 % des filles » alors que près de 40 % de ces lycéens/ennes avaient déjà eu au moins un rapport sexuel (à un âge comparable pour les deux sexes et une contraception dans 92 % des cas). 47 % des filles étaient vaccinées contre le papillomavirus humain (HPV) et elles connaissaient mieux l’HPV et son lien avec le risque de cancer du col de l'utérus « l’identification de facteurs de méconnaissance sur la sexualité a permis de mieux cibler les actions de prévention et d’information à mener dans ce lycée ».

### Célébrations
Le 21 juin 1986 est célébré le tricentenaire de Saint-Cyr. L'évènement est marqué par un début d'incendie lié aux feux d'artifice, qui enflamment les bosquets de la cour Louis XIV. Le spectacle est par ailleurs retardé car il fallait attendre la fin du match France-Brésil (que la France gagne) de la coupe du monde de football. Des écrans de télévision sont installés dans tout l'établissement pour les familles des élèves et les invités de marque de cette journée portes ouvertes.
En juin 2010, pour le 70e anniversaire de l'appel du 18 Juin 1940, une plaque honorant les Cadets de la France libre est apposée sur l'amphithéâtre Charles-de-Gaulle, en présence des résistants Yves Guéna et Pierre Lefranc.

## Architecture du lycée

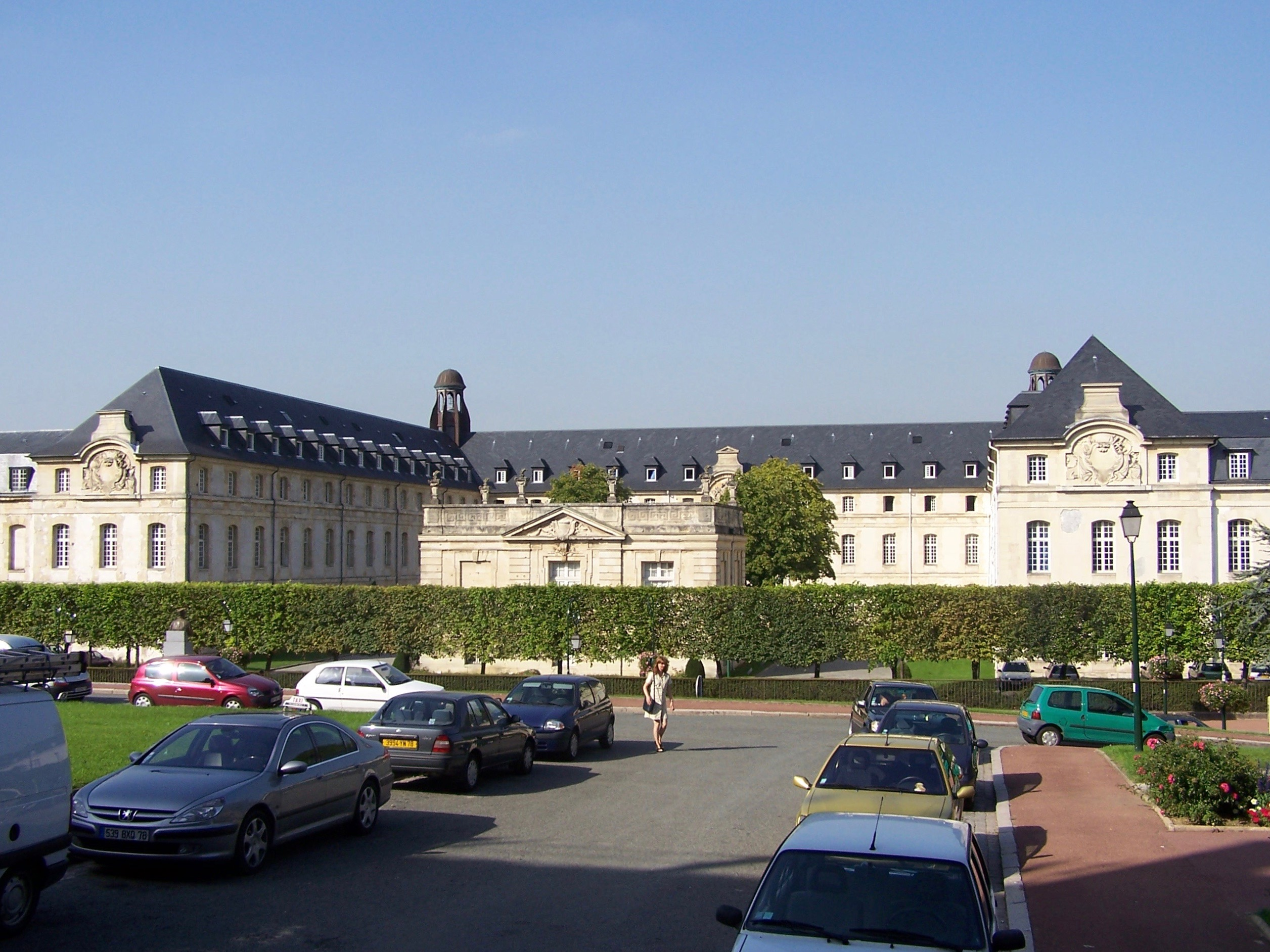
Le lycée en 2006 : sont visibles les bâtiments reconstruits dans les années 1960 selon les originaux, ainsi que le petit pavillon construit sous Louis XV, au centre (musée du lycée).

### Situation et accès
Le lycée se situe au cœur de la commune de Saint-Cyr-l'École (Yvelines), dans le prolongement du parc du château de Versailles. L'entrée principale se situe 240, avenue de l'École spéciale militaire. Il est desservi par la gare de Saint-Cyr (lignes N et U du Transilien et ligne C du RER). Deux stations de bus sont situées en face du lycée, le long de l'avenue Jean-Jaurès ; l'aérodrome de Saint-Cyr-l'École se trouve derrière le lycée.

### Corps de bâtiment et éléments d'origine
Le lycée militaire de Saint-Cyr fait coexister des bâtiments et des éléments de décoration d'époques très différentes. La chapelle du lycée est en partie d'origine, bien qu'amputée des deux tiers de la surface qu'elle faisait lors de sa construction. En 1695, Fénelon y est nommé archevêque de Cambrai. Les vitraux ont dû être reconstruits après la Seconde Guerre mondiale ; elle abrite notamment une sculpture en bois polychrome du roi de France Saint-Louis, datant du XVIe siècle.
Situé dans une cour visible depuis l'avenue Jean-Jaurès, un pavillon accueille le musée du lycée. Doté de deux niveaux et d'un toit-terrasse, il est construit dans les années 1750 par Gabriel à partir de plans dressés en 1717 par Jean Lassurance, les travaux ayant été retardés faute de financement. Il abrite à l'origine les archives de la Maison royale de Saint-Louis (ce qui explique sa situation à l'écart, afin d'éviter les risques d'incendie), puis le logement du commandant en second de l'École spéciale militaire. Le bâtiment est surmonté de six pots à feu tournés en direction du château de Versailles, figurant le lien unissant Saint-Cyr au centre du pouvoir royal,.
D'autres éléments architecturaux d'origine subsistent, comme une partie de l'infirmerie, le fronton placé dans la cour Louis XIV, ainsi que deux portiques, celui situé à côté de l'actuelle entrée et un autre, appelé « porte Notre-dame des Anges », près de l'infirmerie. Sous la cour Louis XIV, la place d'armes et le parc, se trouvent les souterrains et les égouts de l'ancienne Maison royale ; ceux-ci communiquant avec ceux du château de Versailles, une légende raconte qu'il s'agissait d'un moyen que Louis XIV utilisait pour rejoindre sa maîtresse : il semble qu'une grande partie de ces souterrains se soient, depuis, écroulés, même si nombre d'élèves ont tenté de les retrouver. L'aile centrale du lycée, qui accueille de nos jours les salles d'apparat du lycée, avait elle-aussi en partie échappé aux bombardements de 1944 : une salle de réunion abrite de nos jours une immense bibliothèque en bois patiné, qui conserve des ouvrages français, anglais et allemand de la fin du XIXe et du début du XXe siècle.

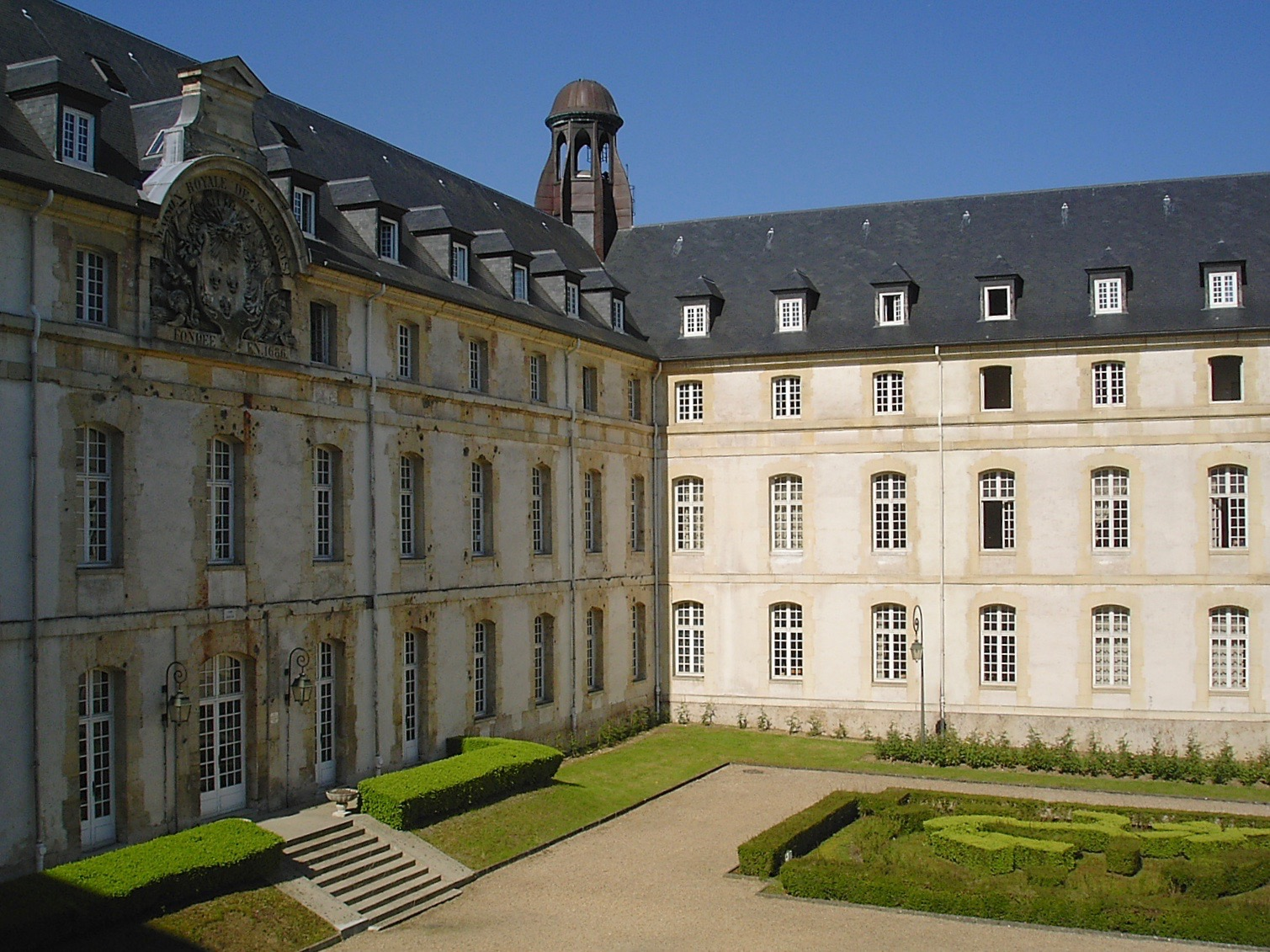
Vue de la cour Louis XIV.
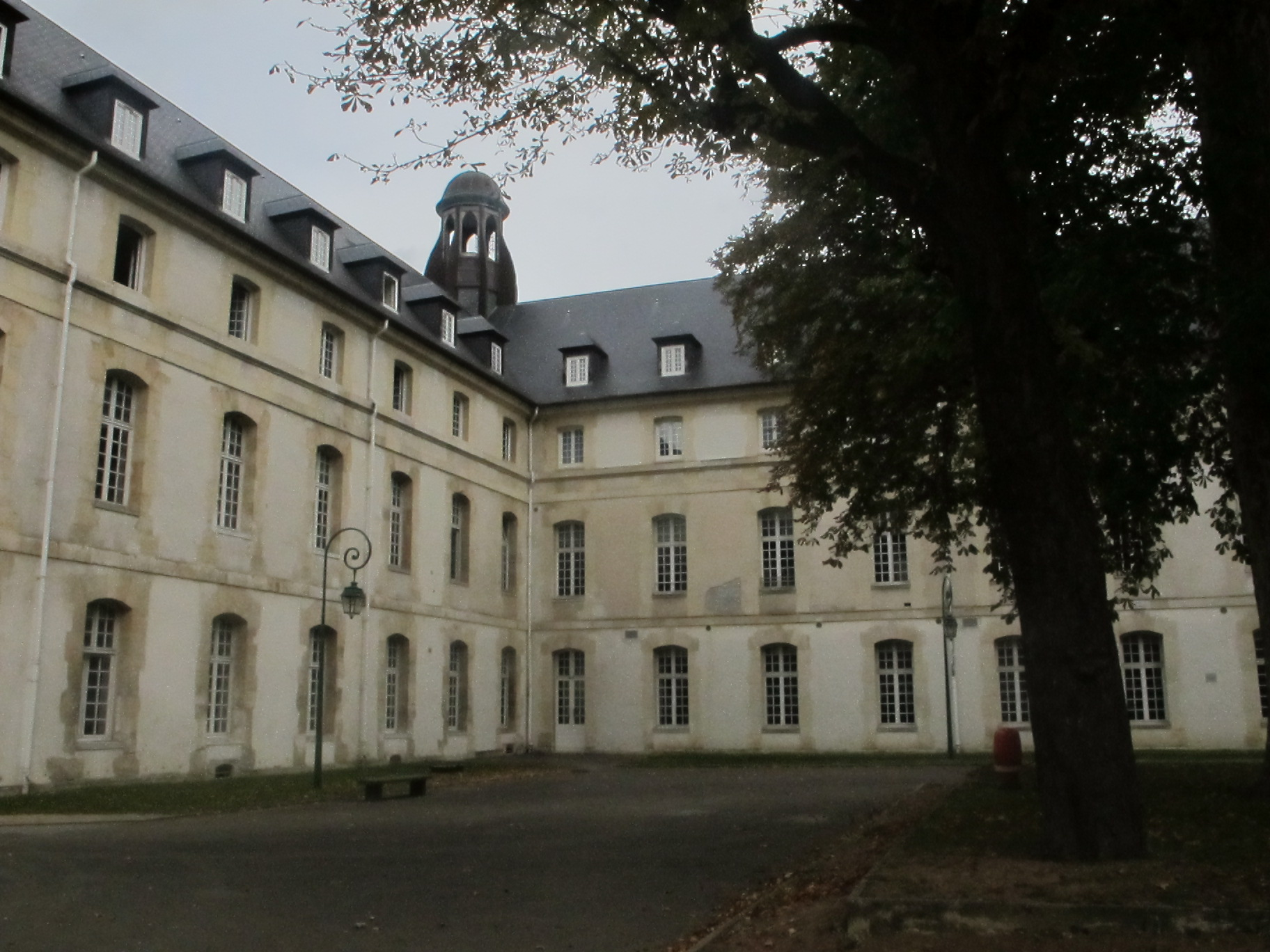
Vue de la cour Austerlitz.
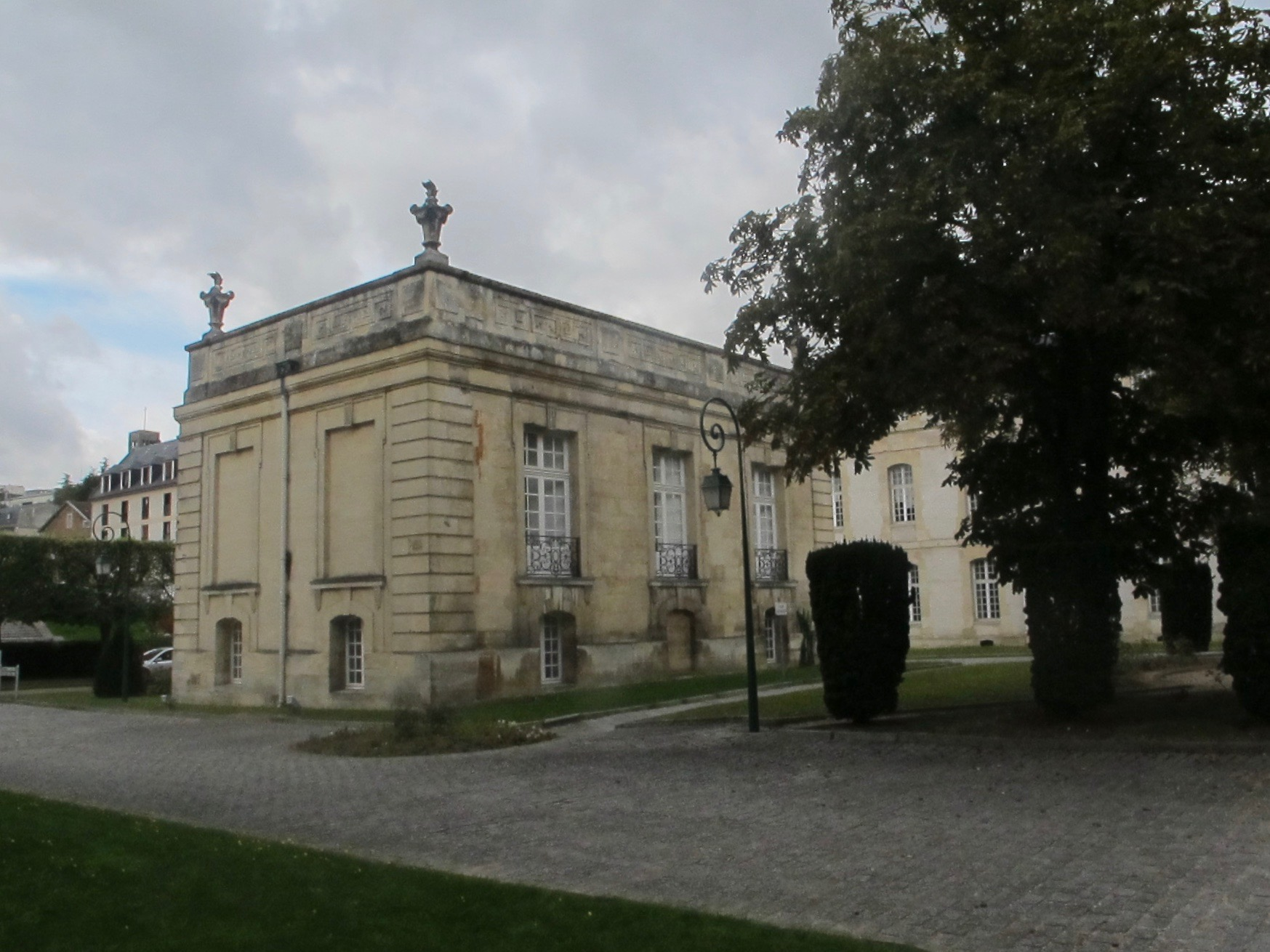
Le musée du lycée.
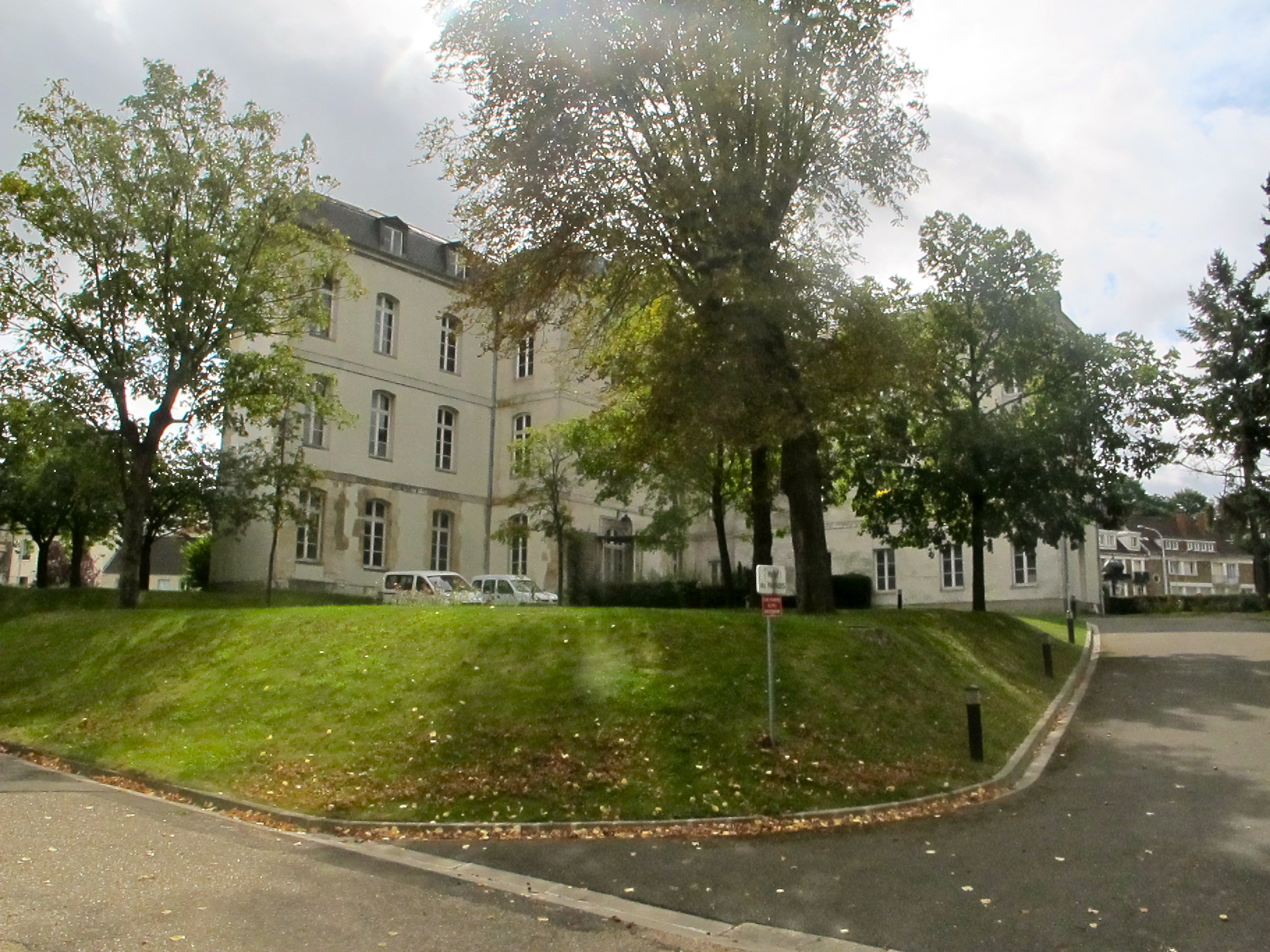
L’infirmerie du lycée.

Le corps de bâtiment date des années 1960. Reconstruit après la guerre, il garde la même allure que ceux du XVIIe siècle. Il s'organise autour de six cours, chacune portant le nom d'une personnalité ou d'une bataille, indiqué par une plaque (Austerlitz, Napoléon, Louvois, Rivoli connue aussi comme la « cour tradie », Louis XIV surnommée la « cour du Colon » car communiquant avec le couloir 6, où se trouve le bureau du Colonel, Wagram) ; chacune des neuf ailes porte également un nom (Maréchal de Lattre, Charles de Foucauld, Madame de Maintenon, Lucien Bonaparte, Mansart, etc.).

### Bâtiments annexes

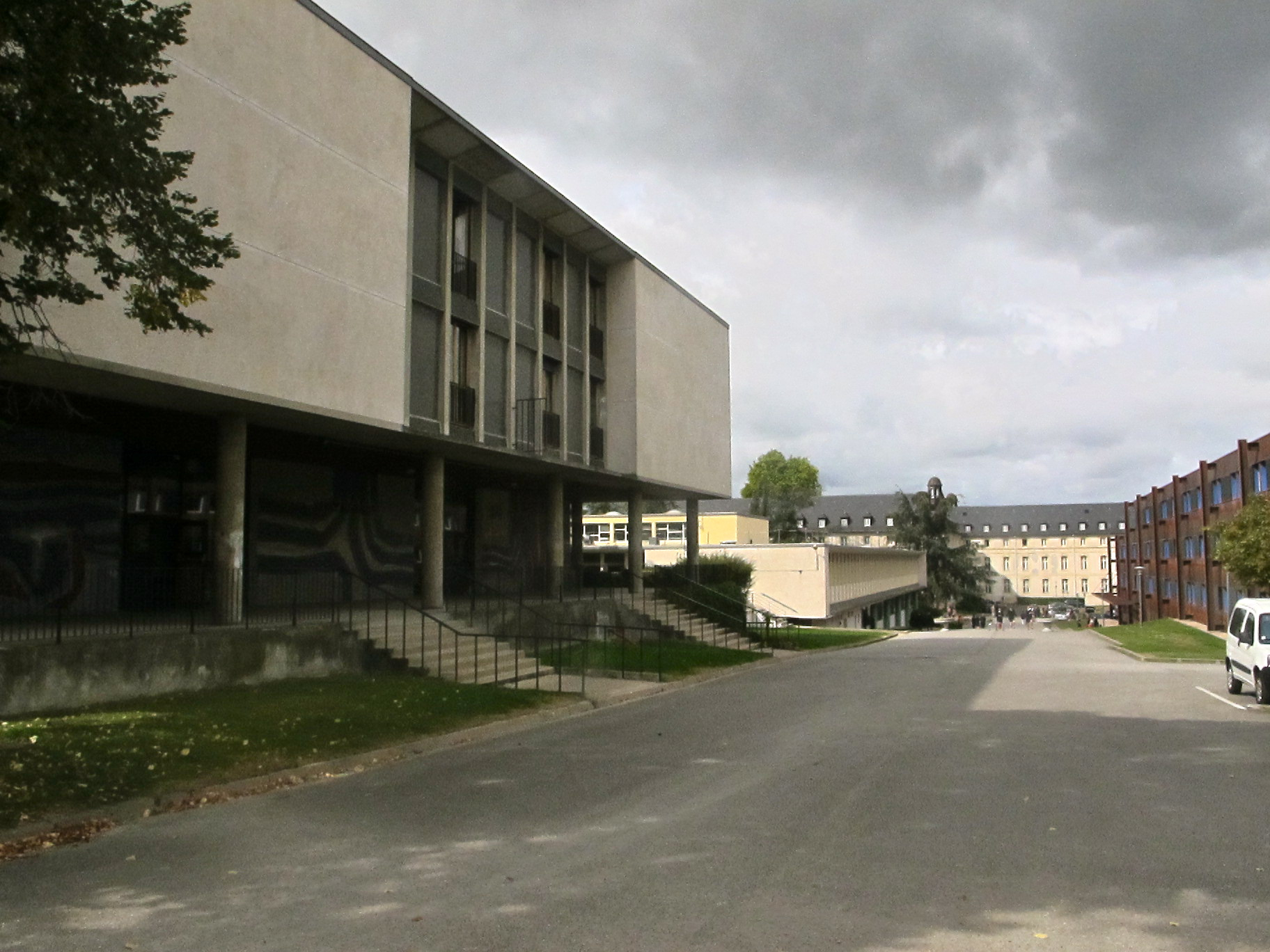
Perspective de bâtiments construits dans les années 1960 : au premier plan à gauche, le bâtiment Tom Morel et plus loin, le réfectoire ; à droite, le nouveau bâtiment des classes préparatoires aux grandes écoles.

La reconstruction du lycée dans les années 1960 a donné lieu à la création de nouveaux bâtiments annexes : le réfectoire, le centre d'habillement, l'ancien « Nouvel internat », divers bungalows qui ont auparavant servi de dortoirs et de salles de cours ainsi que de centre d'orientation (BIA : Bureau informations avenir), l'amphithéâtre « Charles de Gaulle », la piste d'athlétisme et les terrains de sport, les gymnases et la piscine, érigés en même temps que le lycée civil voisin, le lycée Mansart. En octobre 1995, le « Nouveau dortoir » est baptisé « bâtiment Tom Morel ».
Dans les années 2000, l'insalubrité de certains bâtiments conduit à des travaux de restauration, comme pour le réfectoire et le bâtiment Tom Morel. Pour une partie des édifices concernés, il est attendu soit une rénovation, soit une reconstruction pure et simple ; des problèmes budgétaires limitent cependant ces projets.

### Les nouveaux bâtiments
En 2003, un nouveau bâtiment est construit pour les classes préparatoires, dans un style certes moderne (couleur chocolat), mais moins voyant que ses prédécesseurs. Durant les travaux ont été découverts des ossements de demoiselles de la Maison royale de Saint-Louis, certainement décédées des maladies causées par les marais pestilentiels qui entouraient l'établissement. Sur proposition des élèves de CPGE, l'édifice prend le nom de « bâtiment Lassalle », du nom du général d'Empire Antoine Charles Louis de Lasalle.
À la fin des années 2010, l'entrée du lycée est entièrement reconstruite afin de répondre aux nouvelles normes de sécurité.

### Le parc

#### Les jardins

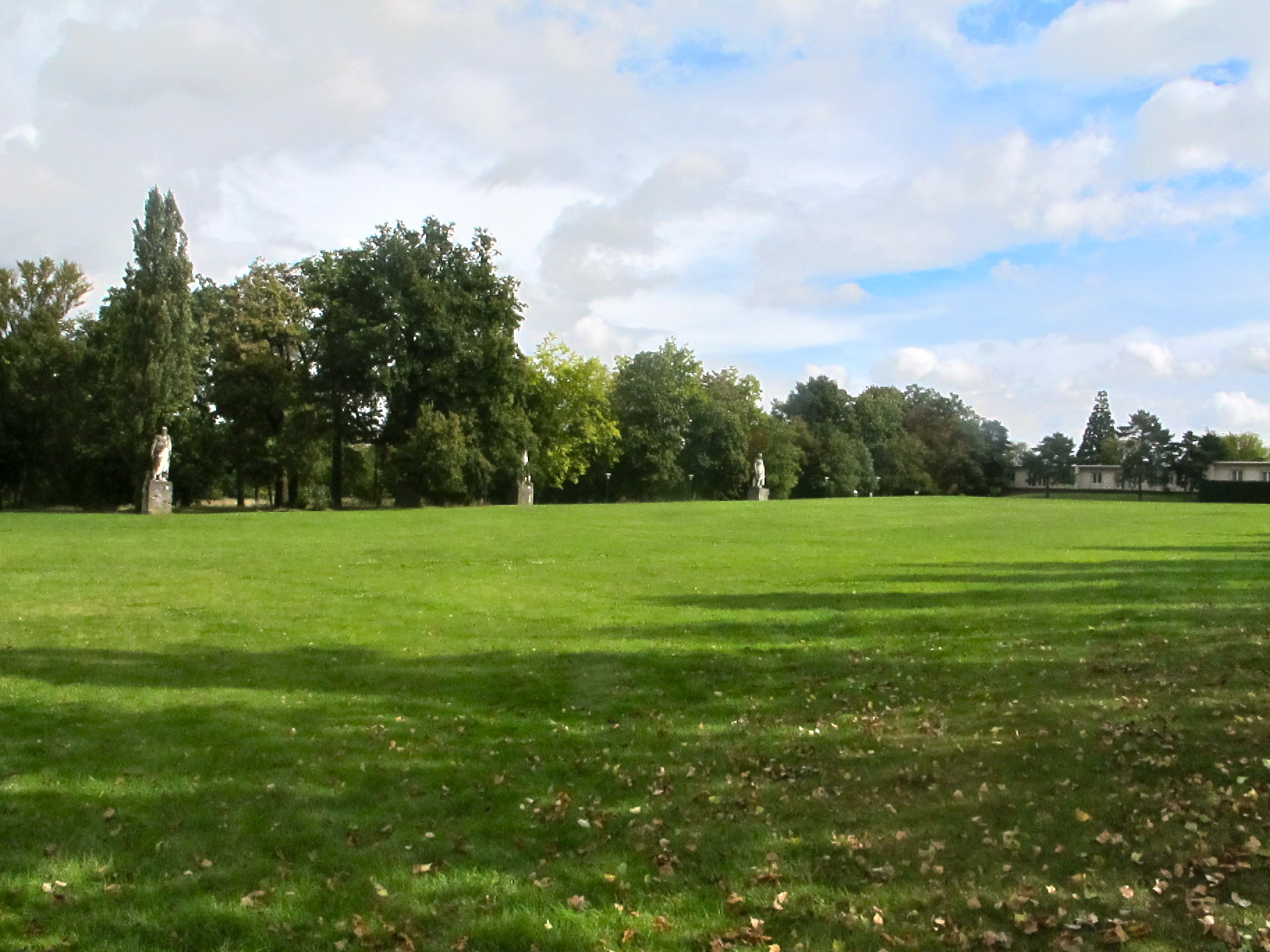
Le « Marchfeld ».

Les jardins du parc suivent les règles des jardins à la française. On y trouve également une forêt, appelée le « petit bois », fortement diminuée lors de la tempête de 1999.
Une grande pelouse, communément surnommée le « Marchfeld », sur laquelle avaient autrefois lieu les entraînements militaires est de nos jours utilisée pour les commémorations devant le monument aux morts. Il s'agit également d'un lieu de rencontre et de détente privilégié par les élèves. Devant lui sont alignées les statues des trois maréchaux napoléoniens.
Au fond du parc, derrière les installations sportives, se trouve l'arrivée de toutes les eaux usées, une grande marre grillagée communément appelée la « fosse aux ours », le « bidet Maintenon » ou encore « trou à chouille », car utilisé par certains élèves pour jeter discrètement des bouteilles usagées.

#### Les statues et monuments
Au nord de la place d'armes, dans l'axe de la cour Louis XIV, est installé le porte-drapeau ou « mât des couleurs ». C'est devant lui que se tiennent les cérémonies officielles. Il s'agit d'une sculpture de l'artiste César, pesant sept tonnes, comportant un mât de 25 mètres (plus élevé que les bâtiments) en forme de glaive « porté » par un poing. Elle est ainsi couramment appelée « Le Poing de César ». Il a été fondu par l'entreprise Schneider, au Creusot (Saône-et-Loire). Commandée en 1967, inaugurée en 1970, la sculpture remplaçait un simple mât droit. Un sculpteur du nom de Courbier obtient en appel le versement de 10 millions de centimes pour plagiat ; en effet, il avait réalisé en 1948 un monument similaire commémorant Jean Moulin, à Chartres. En 1978, César accepte de prêter certaines de ses œuvres et de ses moulages pour une exposition dans le collège militaire, à laquelle il se rend, prenant le temps d'expliquer aux élèves son travail et de répondre à leurs questions.
Trois statues sont alignées devant le « Marchfeld ». Elles mesurent chacune 4,35 mètres. Autrefois il s'agissait de celles de Kléber, Marceau et Du Guesclin ; celle de Kléber est envoyée en 1945 à Coëtquidan et les deux autres sont retirées. Depuis 1967 trônent les statues de trois maréchaux Lannes, Masséna et Jourdan, offertes par l'administration du château de Versailles.

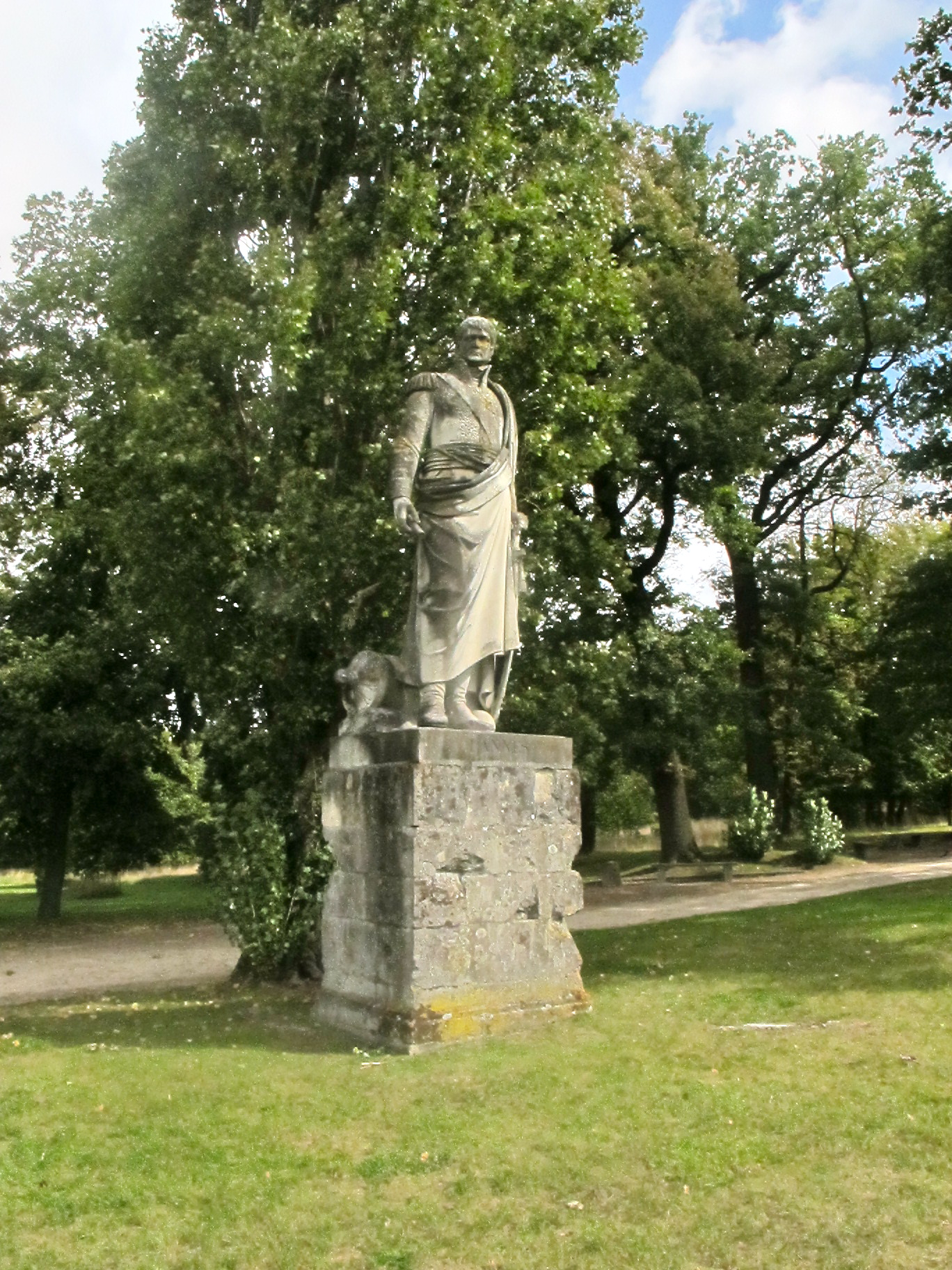
Statue du maréchal Lannes.
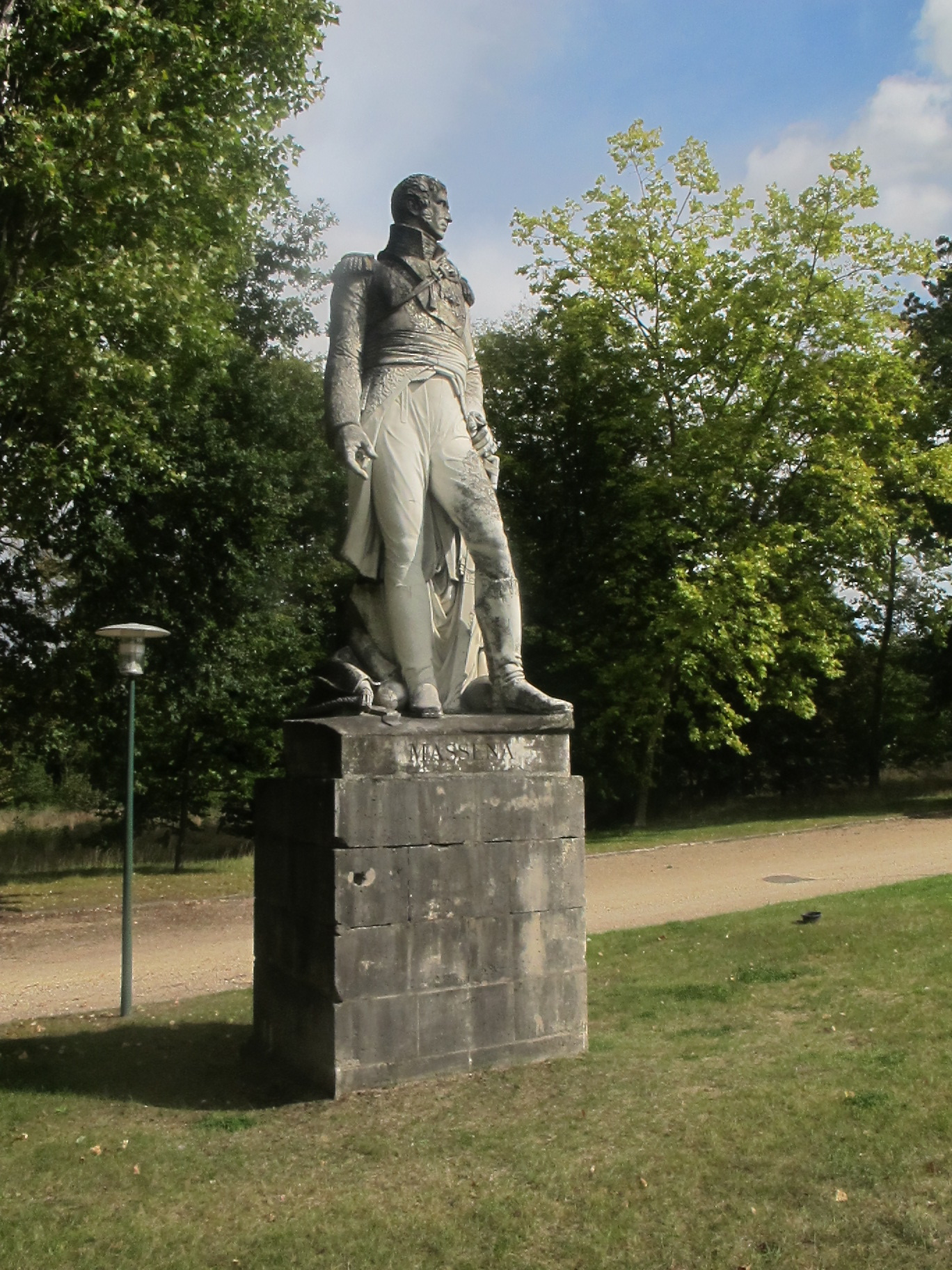
Statue du maréchal Masséna.
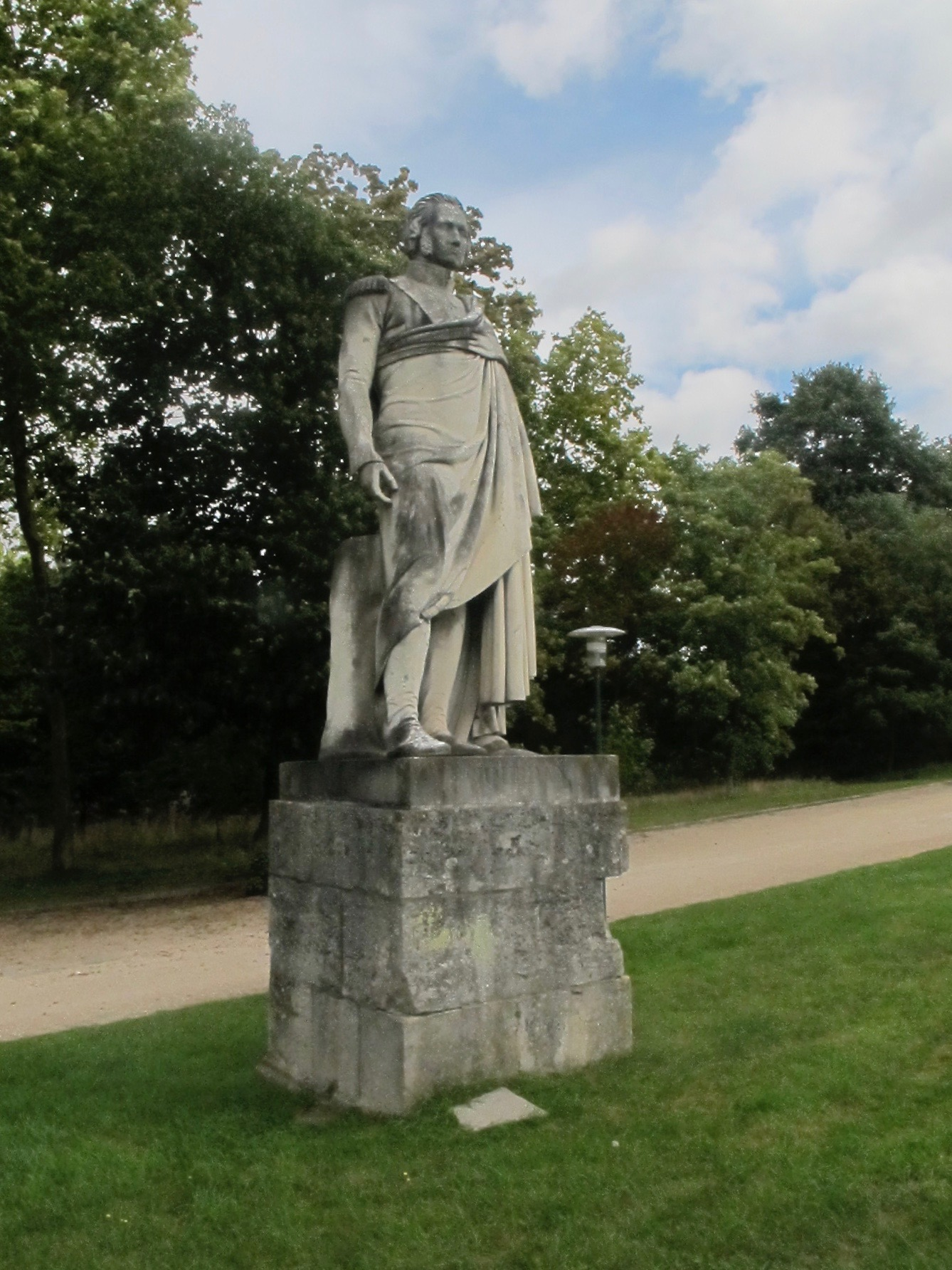
Statue du maréchal Jourdan.
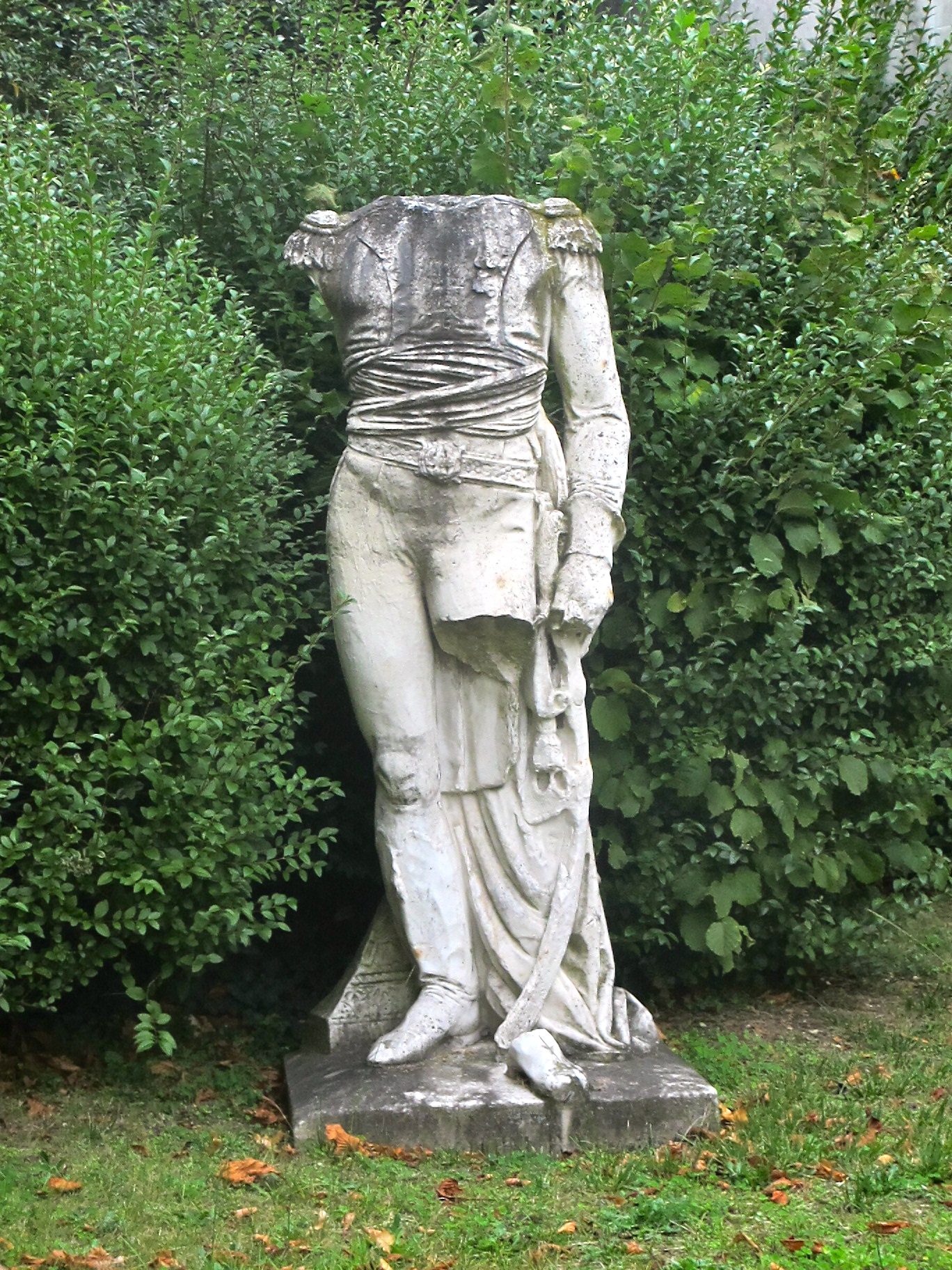
Statue décapitée du général Colbert-Chabanais.

Une statue autrefois installée dans le « petit bois » et située de nos jours près de la chapelle, est célèbre dans le lycée pour être dépourvue de tête. Mesurant 2 mètres 20, elle représente le général d'Empire Auguste François-Marie de Colbert-Chabanais. Élément romantique des jardins, elle avait inspiré à un professeur et militaire du lycée un poème qui avait paru dans le journal de l'établissement.
Près de l'entrée du lycée est inaugurée en 1986 un buste du maréchal Juin. Il existe également dans le parc deux monuments commémoratifs :
- un célébrant les deux guerres mondiales. Inauguré en 1922, il est l'œuvre de Jean Boucher[25]. Les élèves se recueillent devant lors des cérémonies d'armistice des 11 novembre et 8 mai. Lors de cette dernière date est lu chaque année l'ordre du jour numéro neuf du maréchal de Lattre de Tassigny annonçant la capitulation allemande[57]. Il est situé le long du « Marchfeld » ;
- l'autre commémorant la mémoire du sous-lieutenant au 5e régiment de tirailleurs sénégalais Pol Lapeyre[58]. Depuis 1973, une citation (cf. la partie « L'héritage militaire ») est lue chaque année devant les élèves de la « Corniche » à l'occasion du « 2S » (le 2 décembre, anniversaire de la bataille d'Austerlitz).

Une mosaïque réalisée par le sculpteur belge Raoul Ubac se trouve sur la façade du préau du bâtiment Tom Morel. Une autre, réalisée par le sculpteur Germain, est installée au niveau de l'extrémité nord du bâtiment des sports,.

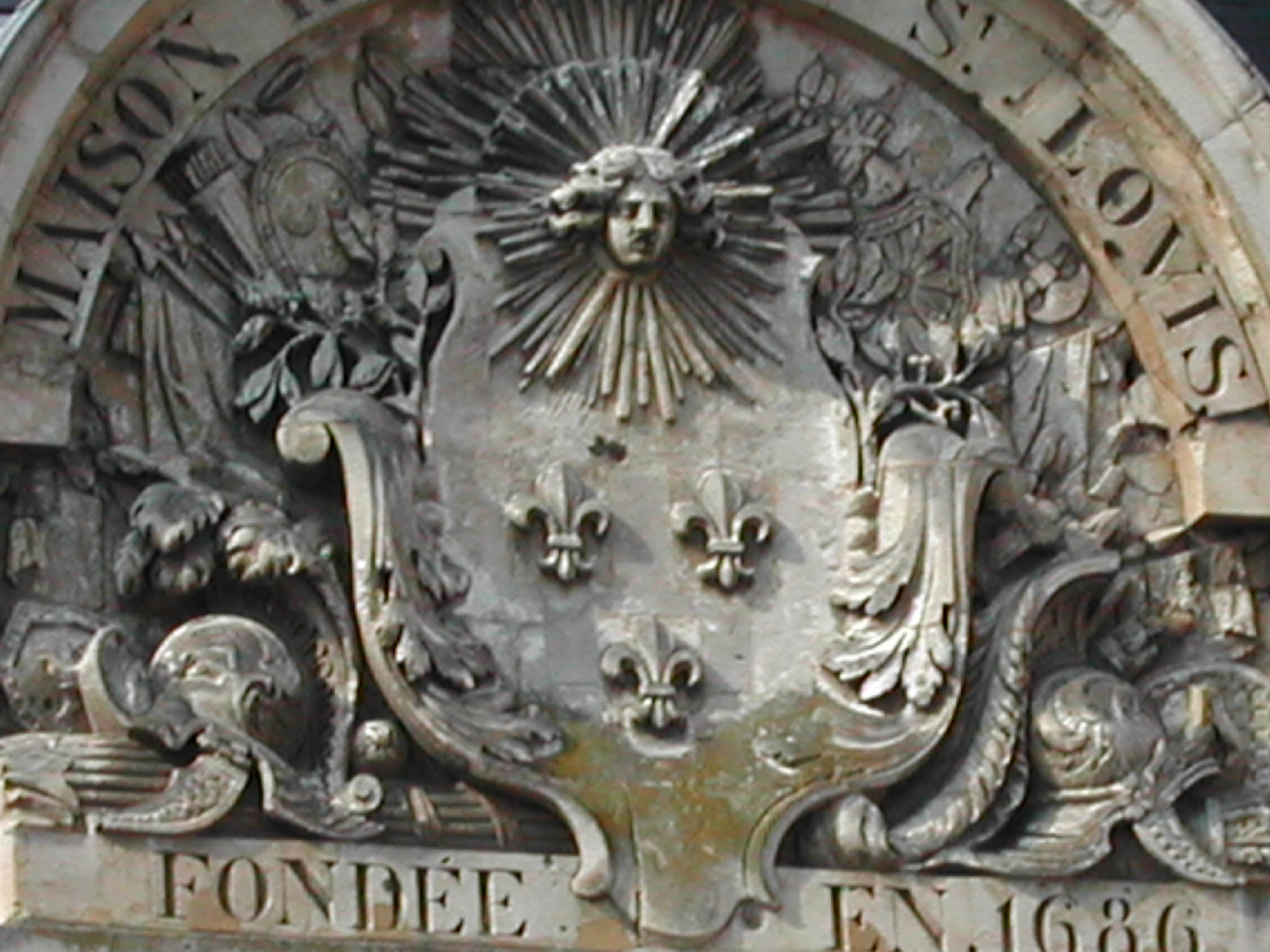
Fronton d'origine.
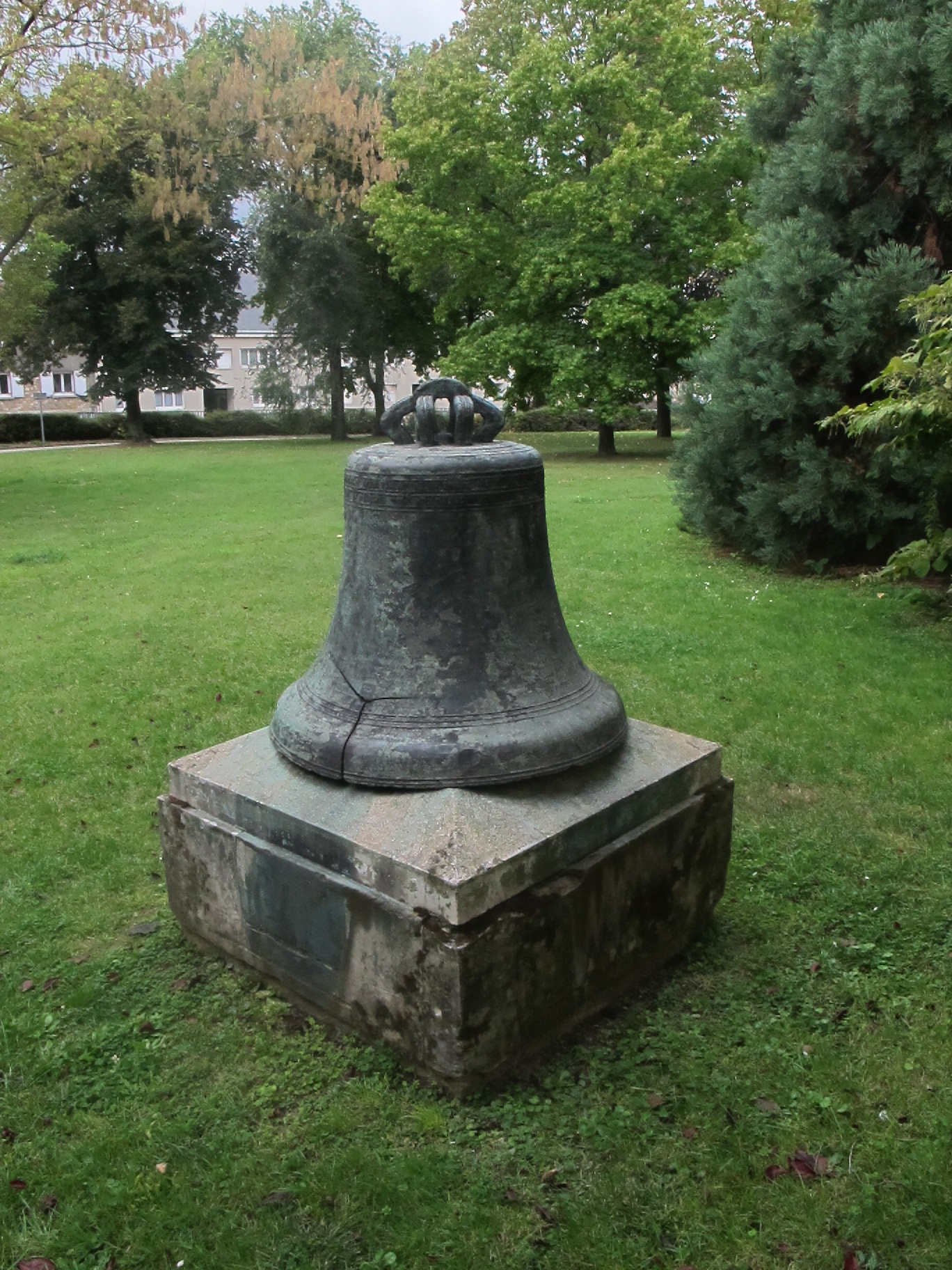
L’ancienne cloche de la chapelle.
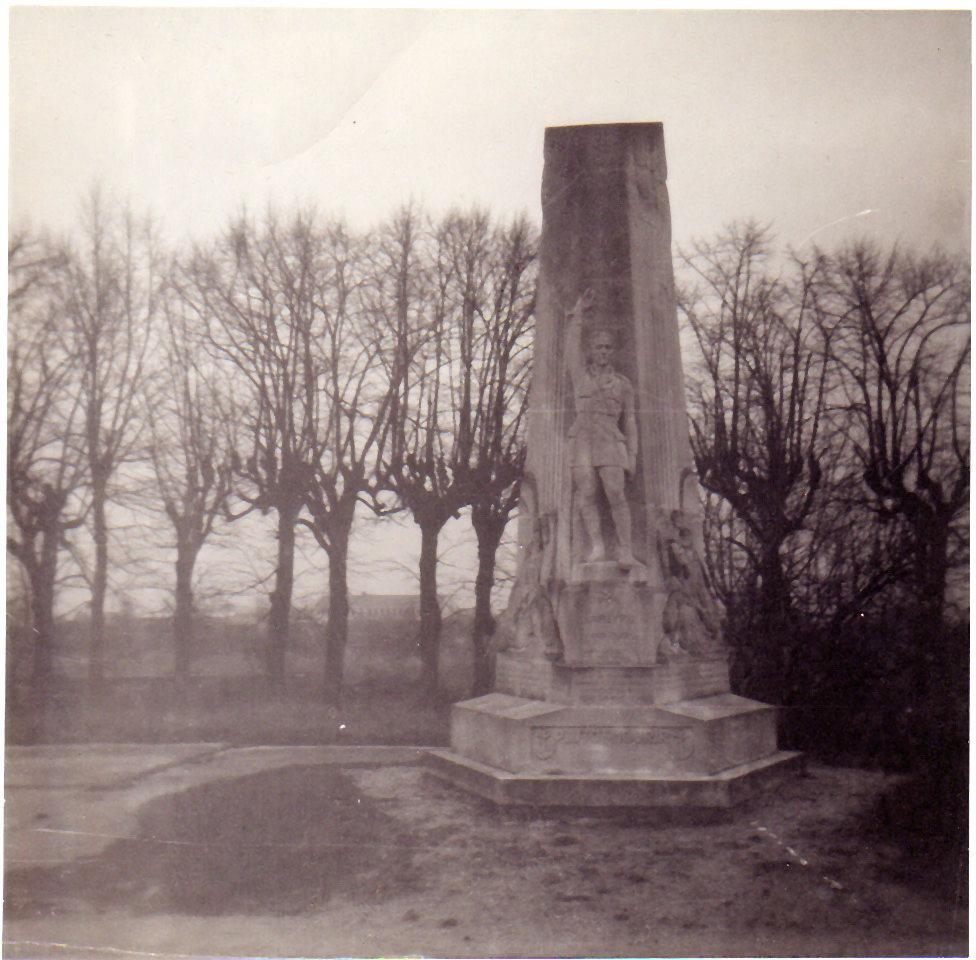
Le monument Pol Lapeyre.

### Tableau
Le lycée conserve une toile d'après Sauveur Le Conte, la Reddition de Dinkelsbuhl - août 1645, par Charles-Caïus Renoux.

## Organisation du lycée

### L'encadrement
L'officier supérieur dirigeant le lycée cumule les fonctions de chef de corps et de chef d'établissement ; il est remplacé tous les trois ans. Il est ainsi le seul responsable du commandement, de l'administration et du fonctionnement de l'établissement. Dans cette tâche, il est assisté d'un commandant en second, officier supérieur lui-même secondé par des services spécifiques, d'un proviseur, directeur des études et d'un proviseur-adjoint. Néanmoins, dans les faits, le colonel s'occupe davantage des questions de discipline et de représenter le lycée, alors que le proviseur est chargé des sujets relatifs à l'enseignement.
Chaque niveau, de la seconde à la deuxième année de classe préparatoire, est commandé par un officier. À l'intérieur de chaque niveau, chaque classe est encadrée par un chef de section sous-officier, allant du grade de sergent à celui de major. Néanmoins, cet encadrement militaire est souvent restreint à la vie en internat et n'intervient en général pas dans la vie lycéenne des élèves, mis à part lors des conseils de classe et des réunions donnant lieu à des sanctions. Il existe un CPE pour les classes de seconde, un pour le cycle terminal (classes de première et de terminale) et un autre pour les CPGE.
En 2011, le lycée compte « une douzaine d'officiers, une quarantaine de sous-officiers […], une quarantaine de maître d'internats et surveillants d'externats, trois conseillers principaux d'éducation et une conseillère d'orientation-psychologue, 70 professeurs civils, agrégés ou certifiés, détachés de l'éducation nationale, 190 personnels civils, employés ou ouvrier ». En 2013, une femme accède au poste de proviseur, néanmoins aucune femme, jusqu'à ce jour n'a accédé au poste de chef de corps.

### Vie des élèves

#### Organisation des études

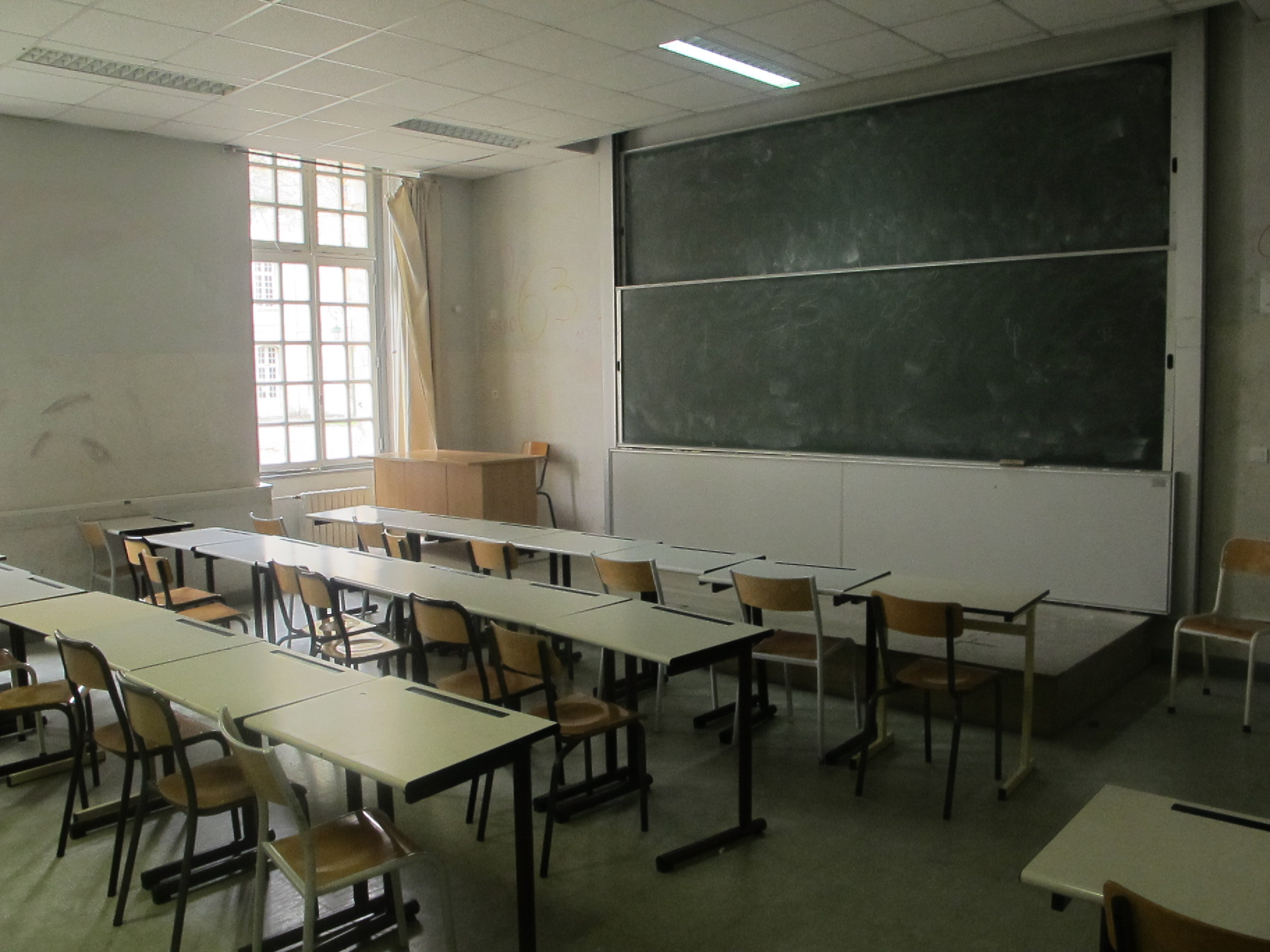
Une salle de cours du lycée.

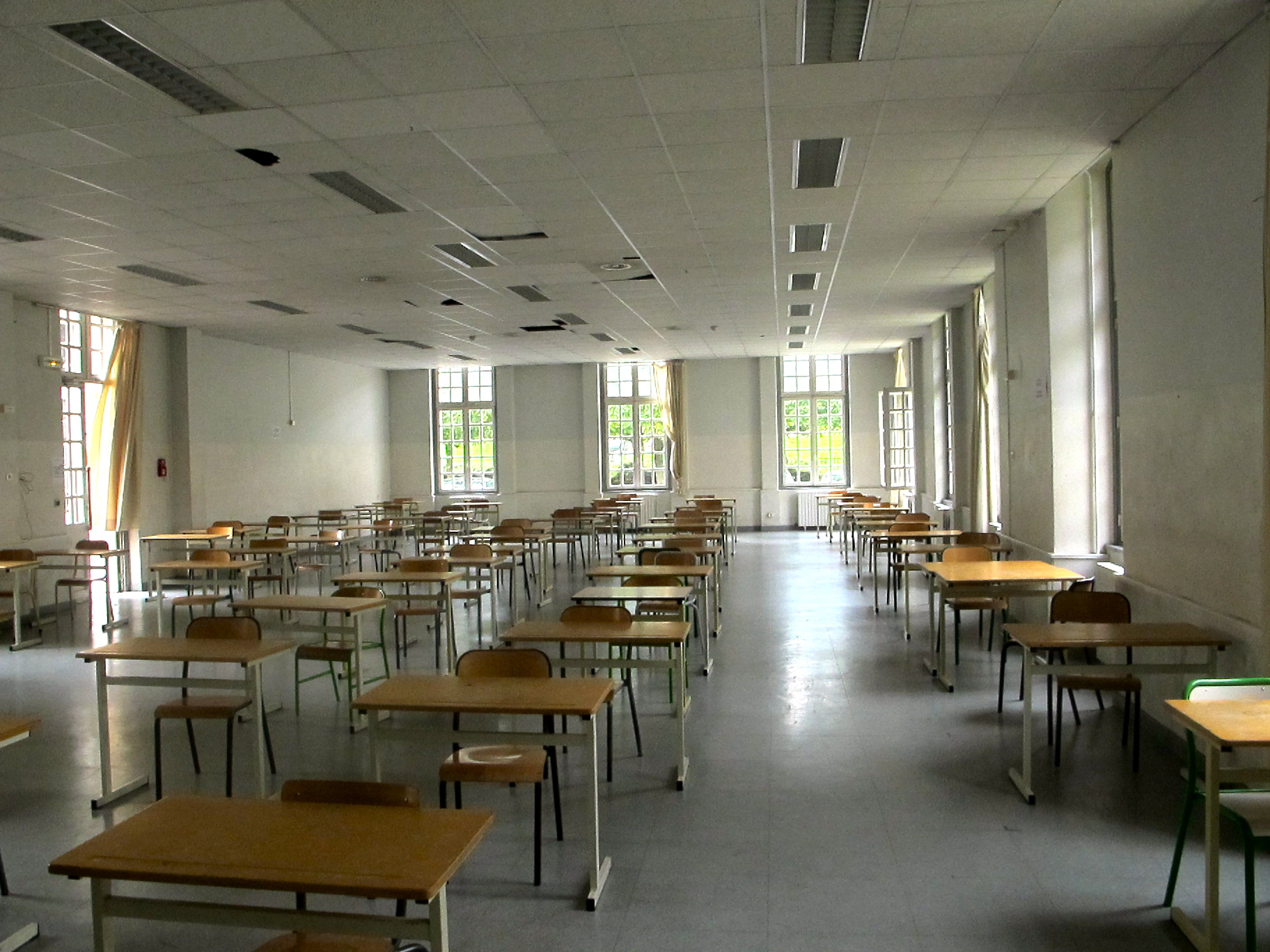
Une salle d’examen et de devoirs surveillés du lycée.

Le lycée se divise en cinq compagnies et d'une classe « hors-compagnie ». Chaque compagnie se divise en plusieurs sections correspondant à des classes de vingt-cinq élèves environ. On compte 500 élèves au lycée et 250 en classes préparatoires :
- Première compagnie : classes de seconde année de classes préparatoires aux grandes écoles, et une classe de BTS SNIR et un détachement de BTS SNEC ;
- Deuxième compagnie : classes de première année de classes préparatoires aux grandes écoles, et une classe de BTS SNIR et un détachement de BTS SNEC ;
- Troisième compagnie (300) : classes de terminale ;
- Quatrième compagnie (400) : classe de première ;
- Cinquième compagnie (500) : classes de seconde ;
- Une classe de CPES littéraire (classe préparatoire aux grandes écoles), qui est actuellement suspendue[59].

Les langues enseignées sont l'allemand, l'anglais, l'espagnol, le russe, le latin, l'arabe et parfois le grec ancien. Les résultats des élèves au baccalauréat sont, dans les années 2000, toujours compris entre 96 et 100 %.
Les CPGE proposent les sections MPSI, MP, PSI, ECO et LET A/L. À l'issue de leurs deux années de classes préparatoires, les élèves des sections scientifiques (MPSI, MP et PSI), peuvent présenter les concours de l'École spéciale militaire de Saint-Cyr (ESM), de l'École de l'air, de l'École navale et de l'École polytechnique ; les élèves des sections économique (ECO) et littéraire (LET A/L), peuvent présenter seulement l'ESM. En effet, au début de leur scolarité en classes préparatoires, les étudiants signent un contrat qui les engage à seulement présenter des concours pour le recrutement des officiers des armées. Néanmoins, un élève qui redoublerait sa seconde année en classes préparatoires (un « khûbe »), peut présenter, pour assurer ses arrières, des concours dans des établissements civils en plus de ceux de l'armée, au cas où il viendrait à rater ces derniers. Un élève ne peut quitter ses deux années de classes préparatoires que dans le cas où ses résultats scolaires seraient insuffisants ou s'il est jugé inapte à suivre les cours d'éducation physique.
Le BTS cyberdéfense créé à la rentrée 2017 propose à l'issue de deux années de formation des postes dans l'armée de terre en tant que sous-officier transmetteur, après une formation à l'École nationale des sous-officiers d'active de Saint-Maixent-l'École, ou bien des fonctions comme personnel civil de la défense, au sein du ministère des Armées, comme en particulier à la DGSE.
Les élèves sont soumis chaque semaine à des devoirs surveillés - « DS » - à créneau fixe, durant entre deux et cinq heures. En condition d'examen, ils travaillent les épreuves du baccalauréat pour les secondes, premières et terminales, et celles des concours des grandes écoles visées pour les CPGE.
Réussite au baccalauréats (S, L et ES)
| Année | % de réussite | L     | ES     | S      |
| ----- | ------------- | ----- | ------ | ------ |
| 1995  | 95 %          | 96 %  | 93 %   | 94 %   |
| 1996  | 97 %          | 100 % | 100 %  | 95 %   |
| 1997  | 97,9 %        | 100 % | 100 %  | 96,4 % |
| 1998  | 91,5 %        | 100 % | 90 %   | 89,8 % |
| 1999  | 95,6 %        | 86 %  | 96 %   | 97,7 % |
| 2000  | 96,9 %        | 100 % | 98 %   | 95,3 % |
| 2001  | 99,2 %        | 100 % | 100 %  | 98,5 % |
| 2002  | 97 %          | 100 % | 94,4 % | 97,7 % |
| 2003  | 100 %         | 100 % | 100 %  | 100 %  |
| 2004  | 96,1 %        | 100 % | 89,5 % | 98,6 % |

| Année | % de réussite | L      | ES     | S      |
| ----- | ------------- | ------ | ------ | ------ |
| 2005  | 97,8 %        | 100 %  | 100 %  | 96,7 % |
| 2006  | 100 %         | 100 %  | 100 %  | 100 %  |
| 2007  | 97,3 %        | 91,7 % | 100 %  | 97,3 % |
| 2008  | 100 %         | 100 %  | 100 %  | 100 %  |
| 2009  | 99,3 %        | 92,9 % | 100 %  | 100 %  |
| 2010  | 97,8 %        | 95,2 % | 97,6 % | 98,7 % |
| 2011  | 99,2 %        | 100 %  | 100 %  | 98,6 % |
| 2012  | 100 %         | 100 %  | 100 %  | 100 %  |
| 2013  | 100 %         | 100 %  | 100 %  | 100 %  |
| 2014  | 96 %          | 100 %  | 100 %  | 99,3 % |

Classements des CPGE
Le classement national des classes préparatoires aux grandes écoles (CPGE) se fait en fonction du taux d'admission des élèves dans les grandes écoles.
En 2015, L'Étudiant donnait le classement suivant pour les concours de 2014 :
| Filière | Élèves admis dans une grande école* | Taux d'admission* | Taux moyen sur 5 ans | Classement national | Évolution sur un an |
| --- | ----------------------------------- | ----------------- | -------------------- | ------------------- | ------------------- |
| ECE | 0 / 27 élèves                       | 0 %               | 0 %                  | 105eex-æquo sur 105 | =                   |
| MP / MP* | 1 / 24 élèves                       | 4 %               | 1 %                  | 47eex-æquo sur 114  | 67                  |
| PSI / PSI* | 0 / 25 élèves                       | 0 %               | 0 %                  | 120eex-æquo sur 120 | =                   |
| Source : Classement 2015 des prépas - L'Étudiant (Concours de 2014). * le taux d'admission dépend des grandes écoles retenues par l'étude. Par exemple, en filière ECE et ECS, ce sont HEC, ESSEC, et l'ESCP ; en khâgne, ce sont l'ENSAE, l'ENC, les 3 ENS, et 5 écoles de commerce. |                                     |                   |                      |                     |                     |

Il faut noter que ce tableau ne prend pas en compte le fait que les élèves de CPGE de Saint-Cyr intègrent en très grande majorité des écoles d'officiers, celles-ci n'étant pas référencées dans le classement de L'Étudiant.

#### L'intégration du lycée
L'intégration du lycée militaire de Saint-Cyr se fait généralement après la classe de troisième, pour la classe de seconde. Ces classes sont ouvertes au titre de l'aide à la famille aux « enfants de militaires, d'agents du ministère de la Défense et de fonctionnaires ». Depuis 2006, 15 % des places sont réservées à des élèves boursiers. Le lycée peut accueillir à titre exceptionnel des élèves étrangers. Il est possible, mais dans des cas plus rares, de rejoindre le lycée pour la classe de première ou de terminale ; dans ce cas, il n'y a pas de concours, mais un examen du dossier scolaire ainsi qu'un entretien de motivation. Les frais de scolarisation sont d'environ 2 000 euros par an (pensionnat et trousseau) ; les élèves boursiers en sont dispensés.
Les élèves souhaitant intégrer les CPGE du lycée passent nécessairement, pour leur première année, comme tous les lycéens de classe de terminale en France, par des vœux formulés sur le site Internet Parcoursup. Pour les CPGE, il n'y a pas de restriction quant à la profession des parents. La scolarité y est gratuite mais un « contrat » est passé, certifiant un engagement à présenter les concours d'officier des armées au bout des deux années de classes préparatoires ou un engagement de trois ans au service de l'État ; dans le cas contraire, l'élève devra a posteriori rembourser ces frais.
Dans le secondaire comme dans les CPGE, les élèves ne sont pas considérés comme des militaires. Ils sont respectivement lycéens et étudiants, évoluant dans un environnement paramilitaire.

#### Uniforme
Les élèves portent un uniforme scolaire fourni par le lycée. Les « effets de trousseau » sont interdits. C'est-à-dire que l'élève ne peut pas mélanger ses effets civils avec son uniforme. L'uniforme est composé de trois tenues différentes :
- la tenue de travail (« TT »), portée par les élèves pendant les heures de cours, d'études et plus généralement chaque fois qu'il n'est pas nécessaire d'être vêtu des autres[Note 5]. Le choix de l'uniforme est parfois au choix de l'élève, suivant les saisons, mais il peut arriver que des consignes pour une uniformisation vestimentaire des sections soient décidées. Tous les vêtements hauts de corps sont pourvus de deux bandes à scratch : une sur la poitrine au côté droit, pour pouvoir y attacher une bande patronymique au nom de l'élève, et une autre au niveau du haut de l'épaule gauche, pour y mettre le passant indiquant la compagnie de l'élève. Le reste des sous-vêtements reste à la charge de l'élève. Cet uniforme « modernisé » est porté depuis 2004 ;
- la tenue de sortie (« TS »), portée par les élèves lors des cérémonies, des sorties à l'extérieur du lycée ou de manifestations spéciales[Note 6] ;
- la tenue de tradition (« TTra »), est portée, à la place de la TS, par les membres de la fanfare lors des cérémonies. Elle est composée d'une veste et d'un pantalon bleu national, ainsi que d'un béret et d'une fourragère.
- la tenue de sport, portée par les élèves pendant les cours de sport ou les concours sportifs[Note 7].

#### Vie en internat
La grande majorité des élèves est interne, bien souvent à cause de la distance géographique qui les sépare de leur domicile familial. Tous, néanmoins, doivent avoir un correspondant en Île-de-France. Ce dernier peut être un proche parent, ou un ami des parents. Il est possible de demander exceptionnellement d'être demi-pensionnaire, pour les élèves résidant à Saint-Cyr-l'École ou dans les communes voisines. Le lycée propose 500 lits en second cycle, dont 200 pour les jeunes filles et 280 en classes préparatoires, dont 72 pour les jeunes filles.
Une laverie est installée dans le corps de bâtiments pour permettre aux étudiants de laver leur linge personnel. Les uniformes sont, eux, à rapporter au centre d'habillement (SMCAT), qui les échange contre des propres et les lave gratuitement.

#### Vie extrascolaire

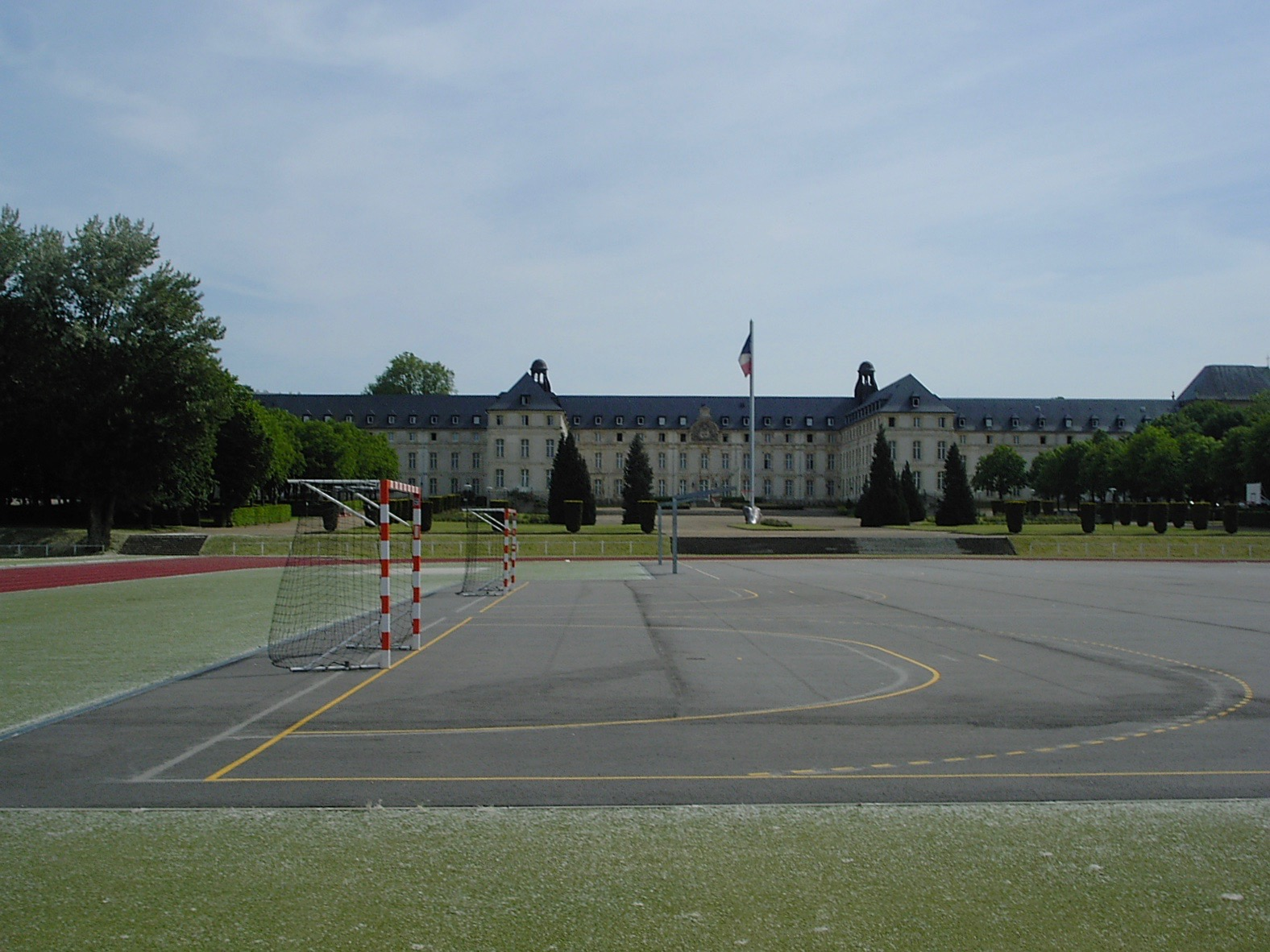
Une partie des terrains de sport du lycée.

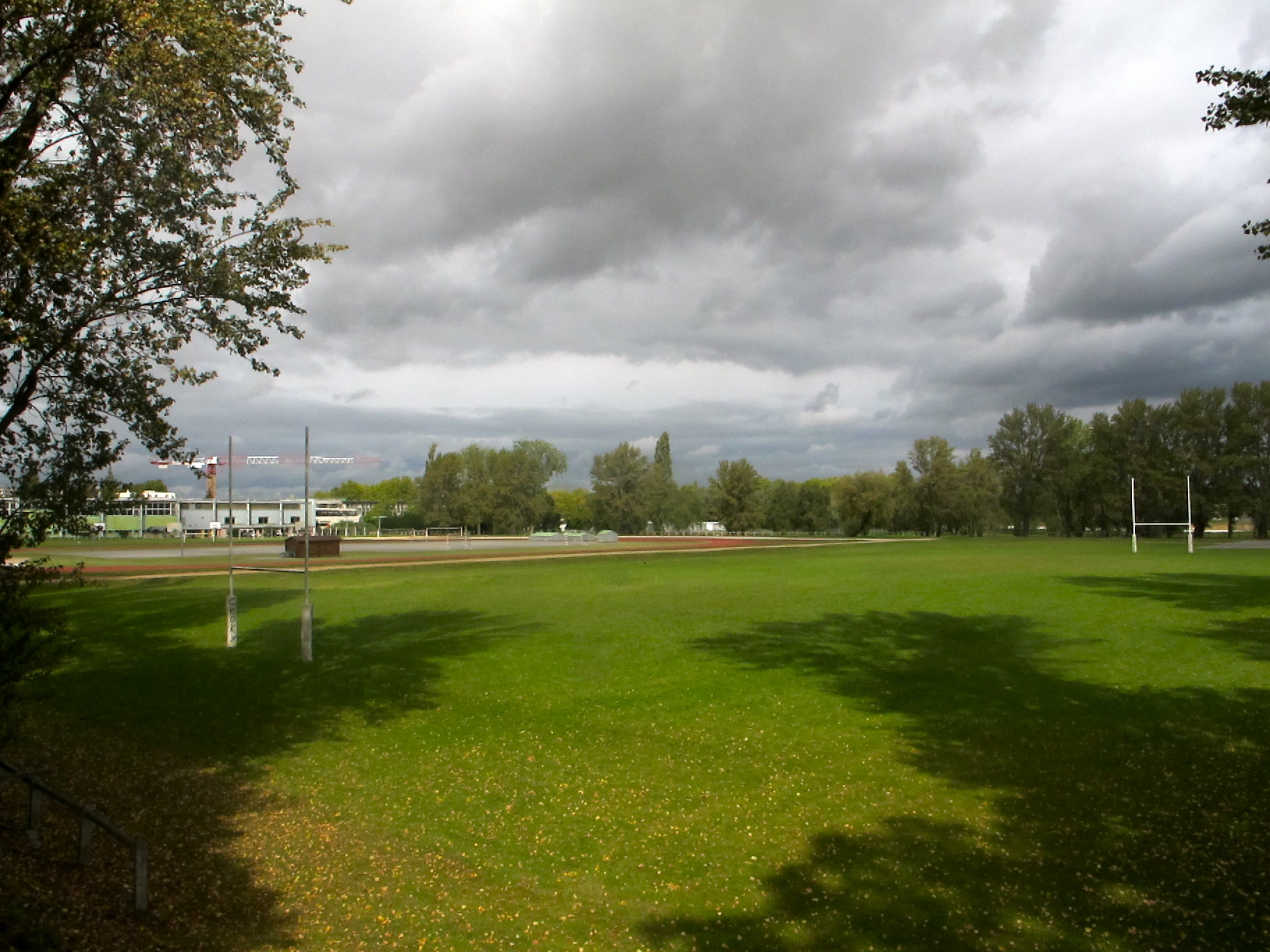
Le terrain de rugby du lycée, et, au loin, les bâtiments des sports.

Une société, employée par le lycée, regroupée au sein du « Cercle Mess », assure certains services aux élèves dans le réfectoire et le foyer (le « Fox »). Il propose diverses activités de détente (baby-foot, télévision, Wifi pour ceux qui restent le week-end, etc.) ainsi que la vente de friandises et de boissons. Pour les cadres civils et militaires, il existe également un foyer, appelé « la taverne des grognards », installé dans une ancienne cave.
Un aumônier catholique, un protestant, un israélite et un musulman (depuis la rentrée 2013) assurent un service religieux pour les élèves pratiquants ; en outre, la chapelle catholique du lycée assure deux offices religieux par semaine (mercredi soir et dimanche soir).
Des activités sportives et artistiques (échecs, musique ou théâtre) sont proposées aux élèves le mardi soir. Des stages de ski et de parachutisme sont organisés pendant les vacances scolaires. Les élèves peuvent également participer à la rédaction de L'Aiglon, le journal officiel et trimestriel du lycée depuis janvier 1974, qui traite de points historiques du lycée, des manifestations culturelles, sportives qui y ont lieu, des cérémonies militaires, des voyages scolaires et parfois d'économie : il tient son nom d'une citation de Napoléon Ier, qui visitant le « collège militaire de Saint-Cyr » en 1806 se souvint qu'en 1800 son frère Lucien Bonaparte inaugurait l'établissement. Il parlait alors d'un « nid de colombes transformé en aire d'aiglons ». Il est également possible pour les élèves de participer à la fanfare, qui joue pendant les cérémonies, et de se porter candidat au concours national de la résistance et de la déportation, pour lequel le lycée a déjà remporté une victoire nationale et plusieurs victoires départementales. Un prix littéraire a aussi été créé : organisé au CDI du lycée, il donne lieu à un vote par un jury composé d'élèves et de professeurs, portant sur une sélection de livres faisant partie de la rentrée littéraire nationale de septembre. Depuis 2011, L'Aiglon est annuel.
L'association sportive du lycée est très active. En effet, chaque lycéen a trois heures de sport supplémentaires aux deux habituellement données dans les lycées civils classiques : il est demandé, dès la classe de seconde, de choisir un sport parmi un large choix (football, basket, handball, volley-ball, athlétisme, natation) qu'il est possible de présenter au baccalauréat. Chaque année a lieu le Tournoi inter-lycées de la Défense, ou « TILD » : en 2006, le lycée militaire de Saint-Cyr recensait onze victoires sur quinze années de participation, ainsi que de nombreux titres. Des dizaines de coupes sont visibles dans les vitrines du hall des gymnases.

## Traditions au lycée militaire de Saint-Cyr
Le lycée porte couramment le nom de « Coldo », une ancienne contraction d'éCOLe D'Officiers. Depuis l'ouverture du lycée en 1966, de nombreuses traditions ont vu le jour :

### Traditions sportives
Le dernier mercredi du mois d'octobre a lieu le cross du lycée, où élèves, cadres militaires et parfois professeurs exécutent un parcours de plusieurs kilomètres (5,0 km) dans le parc, sous les yeux de leurs camarades souvent déguisés pour l'occasion.
Courant mai se tient un match de rugby opposant les meilleurs joueurs du cycle terminal (classes de première et de terminale) à ceux du cycle préparatoire. Il est appelé « match chokis-girons » (des surnoms des élèves des cycles lycée et CPGE) et suscite un fort enthousiasme, autant de la part des élèves que des professeurs et de l'encadrement.
Depuis les 1986 a lieu chaque année le Tournoi inter-lycées militaires (ou « TILM »). Il s'agit d'une compétition sportive qui se déroule année après année dans un des six lycées de la Défense. Une quinzaine de sports y sont disputés, dans un esprit convivial, ponctué par exemple par des sauts en parachute. Il porte de nos jours le nom de Tournoi inter-lycées de la Défense, ou « TILD ». Sur les 30 éditions du TILM et du TILD entre 1986 et 2017, le lycée militaire de Saint-Cyr l'a emporté 26 fois,, dont 11 fois de façon consécutive.

### Traditions commémoratives
Le début et la fin de l'année scolaire sont sanctionnés par deux cérémonies auxquelles sont conviés les parents des élèves, les responsables politiques locaux, des anciens combattants ou élèves ainsi que le personnel du lycée (corps professoral, administratif et d'entretien). Un général a l'habitude de prendre le commandement du lycée pendant la durée de la cérémonie. Elle se déroule sur la place d'armes, suivant un protocole immuable : rappel de l'historique du lycée, montée du drapeau et chant de La Marseillaise, décoration d'élèves sportifs, de professeurs méritants, ou de cadres exemplaires ou expirants. La cérémonie se poursuit, en septembre, par un cocktail avec la présentation des professeurs et des cadres militaires, et se clôture, en juin, par les remises de prix aux élèves, à l'amphithéâtre Charles-de-Gaulle, dont le très prisé « prix du président de la République ».
Le 2 décembre ou « 2S » est une fête symbolique au lycée, commémorant la victoire d'Austerlitz, où sont morts les premiers Saint-Cyriens. À l'origine, les élèves de l'École spéciale reconstituaient deux scènes de la bataille, en uniforme : la prise du plateau de Pratzen et la visite de Napoléon à ses troupes. Elle donne lieu à une cérémonie d'accueil pour les nouveaux élèves de classe préparatoires, qui se voient remettre leur shako, et, parfois, à des débordements de la part des élèves (ainsi, dans les années 1990, les 800 tables de classes furent dressées en pyramide sur la place d'armes et les 1 000 bols du service de cantine mis à flotter dans la piscine du lycée). De nos jours, certains élèves de seconde assistent à cette date à la crèche khûbale (cf. la partie « traditions folkloriques »), puis se rendent sur le « Marchfeld » avec leurs traversins pour participer à une bataille de polochons contre les classes supérieures.
Le lycée présente chaque année deux classes ou compagnies, qui participent à des cérémonies officielles. La première à la prise d'armes des Invalides en présence du président de la République et du ministre de la Défense, la seconde pour le ravivage de la flamme de la tombe du soldat inconnu, sous l'Arc de triomphe, à Paris.
Les récompenses des conseils de classe se traduisent par des récompenses remises lors de cérémonies. Les encouragements donnent droit à une épinglette en métal ayant la forme d'une étoile et les félicitations à une palme, superposées à une épée. Une note de A en comportement lui donne une couleur « or », B une couleur « argent » et C une couleur « bronze ». Les élèves peuvent les accrocher sur leurs tenues de sortie. Ces insignes avaient été dessinés par un cadre du lycée, le chef Philippe. Jusqu'en 1993 les élèves obtenaient un grade honorifique : un élève obtenant des félicitations et un A était titré « sergent-chef » ou « sergent-major », un B « sergent », un élève obtenant des encouragements et un A était titré « caporal-chef », un B « caporal ».
Les anciens élèves font partie des Ancien enfant de troupe (AET). Ce terme existe depuis 1762, mentionné dans un décret de Louis XV et consacré en 1800 par Napoléon Bonaparte[réf. souhaitée].

### Traditions folkloriques
Début décembre a lieu la « crèche khûbale », une crèche vivante organisée par les élèves de CPGE, qui se déguisent et proposent une heure durant un spectacle loufoque avec musique, chorégraphies, imitations et parodies autour d'une trame, parfois avec des descentes en rappel des toits du lycée. Elle est supprimée en 2009 pour des raisons de sécurité puis rétablie l'année suivante.
Un carnaval est organisé les jours suivant le 1er avril où les élèves peuvent, de 6 à 9 heures, défiler dans le parc et dans le réfectoire.
Depuis 1975 a lieu courant avril le bal des Terminales, ou « BDT ». À l'origine organisé dans le lycée, il se tient de nos jours dans des salles de bal parisiennes ou des Yvelines. Autrefois, il s'agissait d'un moyen permettant aux élèves du lycée, alors non-mixte, de rencontrer les jeunes filles de la Maison d'éducation de la Légion d'honneur de Saint-Germain-en-Laye, avec laquelle le bal est co-organisé. Un petit groupe d'élèves élus, appelé « comité BDT », est chargé de le préparer. Plus tard dans l'année se tient le bal du groupement des classes préparatoire, ou « BDK » (Bal des cadets) au Cercle national Saint-Augustin, rue de la Pépinière (Paris).

### Polémique sur les traditions officieuses
Le 27 mars 2019, les députés Bastien Lachaud et Christophe Lejeune déposent un rapport sur l'évaluation des dispositifs de lutte contre les discriminations au sein des forces armées. Ils pointent notamment du doigt des dérives au sein du lycée militaire de Saint-Cyr et du Prytanée national militaire, dénonçant des « traditions dévoyées »,.

### Corniche
Tous les élèves des classes préparatoires appartiennent à la Corniche Pol Lapeyre car tous préparent le concours de l'ESM, de l'École navale ou de l'École de l'air.

## Autour du lycée
- Le blason du lycée, couleur or, rend compte de son héritage multiple : la gravure au centre d'un soleil fait référence au Roi-Soleil, Louis XIV et l'aigle à la période de l'Empire, et de Napoléon Ier. Il est ainsi décrit sur le site du lycée, avec le vocabulaire d'héraldique convenu : « Écu moderne de sinople au chef d'azur adextré et senestré de deux faisceaux de licteur d'or, chargé du soleil royal d'or soutenu d'une aigle contournée du même. Inscription en chef : "Lycée militaire", en pointe "St Cyr" »[50].
- Le lycée est situé dans la ville de Saint-Cyr-l'École, qui tient son nom de saint Cyr, saint chrétien de la fin du IIIe siècle.
- L'expression populaire « ne pas être sorti de Saint-Cyr » vient du fait que les études au sein de l'établissement, notamment lorsqu'il accueillait l'École spéciale militaire, sont réputées difficiles.
- Six ancêtres de Valéry Giscard d'Estaing fréquentèrent Saint-Cyr : quatre demoiselles connurent la Maison royale de Saint-Louis (par la branche paternelle) et deux jeunes hommes l'École spéciale militaire (un par branche). Son épouse Anne-Aymone compte également parmi ses ancêtres la reine Marie Leszczyńska, qui faisait de très fréquents séjours à Saint-Cyr, où elle avait un appartement[50].

## Anciens élèves et professeurs renommés

### Maison royale de Saint-Louis
Élèves
- Marthe-Marguerite Le Valois de Villette de Mursay, marquise de Caylus
- Élisa Bonaparte
- Louise de Maisonblanche
- Marie-Adélaïde de Savoie

### Collège, puis Prytanée militaire
Élèves
- Jacques Pierre Abbatucci
- Odilon Barrot
- Pierre-Antoine Lebrun

### École spéciale militaire

#### Élèves
- Général de Gaulle (sorti en 1912, promotion Fès)
- Maréchal Juin (sorti en 1912, promotion Fès)
- Maréchal Leclerc (sorti en 1924, promotion Metz-Strasbourg)
- Maréchal de Lattre de Tassigny (sorti en 1908, promotion Mauritanie)
- Maréchal Lyautey (sorti en 1875, promotion de l'archiduc Albert)
- Maréchal Gallieni (sorti en 1870, promotion Suez)
- Émile Taufflieb
- Frédéric François-Marsal
- Bernard Saint-Hillier
- Roland Bonaparte
- Patrice de Mac Mahon
- Charles de Foucauld (sorti en 1876, promotion de Plewna)
- Charles, Émile Bertin (sorti en 1892, promotion de Cronstadt)
- Tom Morel
- Pierre Pouyade
- Bertrand Pujo
- Georges Boulanger

#### Professeurs
- Camille-Félix Bellanger (dessin)
- Antoine-Félix Boisselier (dessin)
- Charles Crauk (dessin)
- Marie-Philippe Coupin de la Couperie (dessin)
- Général de Gaulle (histoire militaire)
- Hippolyte Taine (histoire, littérature, philosophie)

### Collège, puis lycée militaire

#### Élèves
| - Stéphane Abrial, général - Caroline Aigle, pilote de chasse - Arnaud Beltrame, gendarme - Stéphane Blakowski, journaliste - Sébastien Lapaque, romancier - Jean-François Clervoy, spationaute | - Léopold Eyharts, spationaute - Stéphane Heuet, dessinateur - Stéphane Weller, rugbyman - Henry Chavancy, rugbyman - Vianney, chanteur |

#### Professeurs
- Frédéric Grolleau, écrivain et critique littéraire (philosophie)
- Yves Guilcher, historien de la danse et musicien (allemand)
- Éric-Emmanuel Schmitt, écrivain, dramaturge et réalisateur (philosophie)
- Frédéric Le Moal, historien (histoire)